# Incroci di civiltà
Incroci di civiltà è una rassegna internazionale di letteratura che si tiene a Venezia ed in cui grandi scrittori contemporanei di tutto il mondo - tra cui vincitori del Premio Nobel, del premio Pulitzer, del Booker Prize, del premio Goncourt, e altri riconoscimenti - incontrano i lettori, leggono e dibattono delle loro opere in una numerosa serie di eventi che impegna tutta la città per una settimana. È preceduta da una serie di iniziative preparatorie ("Verso Incroci"), rivolte agli studenti universitari, al pubblico delle biblioteche, alla cittadinanza di Venezia e della sua provincia.
La manifestazione è nata nel 2008, in occasione del sessantesimo anniversario della Dichiarazione universale dei diritti umani, su iniziativa di alcuni docenti dell'Università Ca' Foscari, dove vengono insegnate 40 lingue e culture straniere, e con la partecipazione del Comune di Venezia. Attualmente è co-promossa dal Comune di Venezia e dalla Fondazione di Venezia.

## La storia

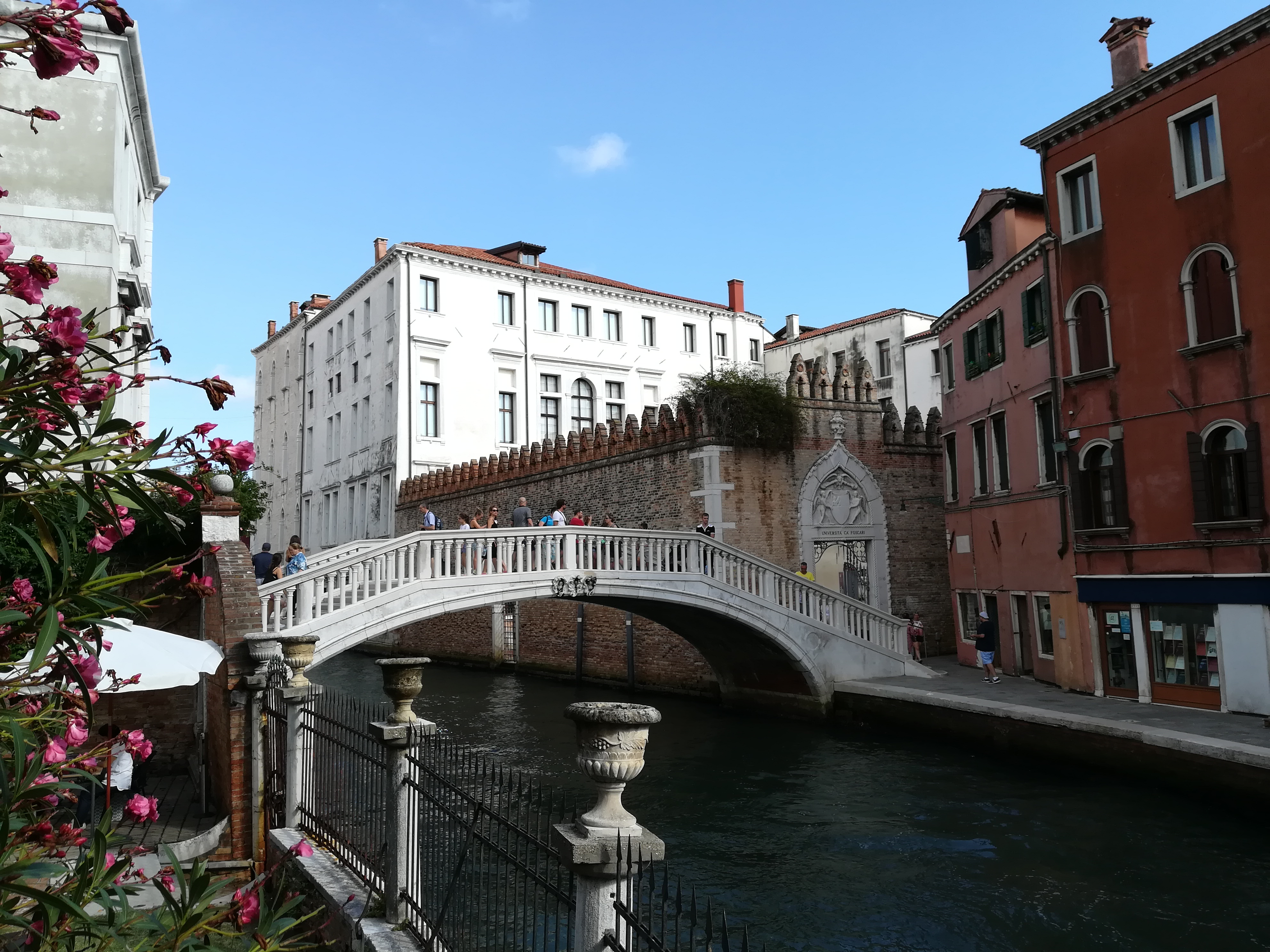
Università Ca' Foscari di Venezia

L'iniziativa è nata da un'idea di Shaul Bassi, assieme a Flavio Gregori, entrambi dell'Università Ca' Foscari, e a Roberto Ellero, dirigente e responsabile per la Cultura e lo Spettacolo al Comune di Venezia, di far incontrare in una città simbolo degli incroci commerciali e culturali come Venezia i grandi scrittori contemporanei appartenenti alle aree geopolitiche più diverse. La rassegna costituisce anche una risposta civile della cultura, delle arti e delle scienze, alle teorie dello scontro delle civiltà. Partita dal basso e senza grandi risorse, la manifestazione è via via cresciuta sul passo della partecipazione convinta dei più grandi nomi della letteratura mondiale - da Salman Rushdie a Vidiadhar Surajprasad Naipaul, da David Grossman a Orhan Pamuk, Wole Soyinka, Ian McEwan. Importante è stato il sostegno di Francesca Bortolotto Possati, CEO di "The Bauers", il cui mecenatismo si è trasformato nel Premio letterario Bauer-Ca' Foscari, che è stato assegnato dal 2009 (a Yves Bonnefoy) al 2021. Dal 2022 il premio ha assunto la titolazione Premio Ca' Foscari-Incroci.
Dal 2009 al 2012 la rassegna è stata diretta da Shaul Bassi, docente di letteratura inglese e postcoloniale, e dal 2013 al 2020 dall'americanista Pia Masiero. Dal 2021 è diretta da Flavio Gregori, anglista all'Università Ca' Foscari. Gli eventi si svolgono negli spazi dell'Università Ca' Foscari (Auditorium Santa Margherita) e sono diffusi in tutta la città di Venezia in alcune delle sue sedi più prestigiose, tra cui il Teatro Goldoni, il Teatro Malibran, il Palazzo Ducale, le grandi Scuole veneziane di San Rocco e San Giovanni Evangelista, l'Ateneo Veneto, la Fondazione Querini Stampalia, la collezione Peggy Guggenheim, il Consolato di Svizzera a Palazzo Trevisan degli Olivi, e il Fondaco dei Tedeschi. La maggior parte degli incontri è accessibile al pubblico gratuitamente. Dal 2009 al 2012 il Festival, insieme alla Fondazione Musei Civici di Venezia, ha anche offerto un soggiorno a Venezia ad un "autore residente" che ha pubblicato le sue impressioni sulla città, tra cui Antonia S. Byatt (con il saggio Peacock and Vine: Fortuny and Morris in Life and at Work, sulla vita e le opere del pittore Fortuny e sullo scrittore William Morris) e Cees Nooteboom. Dal 2015 la residenza artistica si è svolta grazie alla collaborazione con il progetto Waterlines - Residenze letterarie e artistiche del Collegio Internazionale dell'Università Ca' Foscari e della Fondazione di Venezia, avendo come ospiti, tra gli altri, Hanif Kureishi, Amin Maalouf e Jonathan Coe.

## Ospiti

### 2023
La XVI edizione del festival si è svolta dal 29 marzo al 1 aprile. L'edizione ha proposto un evento speciale con il concerto di musica fado della cantante portoghese Mariza, organizzato in collaborazione con Fondazione di Venezia, Teatro Stabile del Veneto e Veneto Jazz.
Gli autori presenti sono stati:
- Philipp Blom (1970-), studioso, giornalista e saggista tedesco;
- Javier Cercas (1962-), scrittore e saggista spagnolo, vincitore del Premio Incroci-Ca' Foscari;
- Jonathan Coe (1961-), scrittore e opinionista britannico;
- Luis Alberto De Cuenca (1950-), poeta, saggista e traduttore spagnolo;
- Sabrina Efionayi (1999-), scrittrice e blogger italiana;
- Laura Forti (1966-), scrittrice e drammaturga italiana;
- Jacques Fux (1977-), scrittore e studioso portoghese;
- Diana Hambardzumyan, scrittrice, studiosa e traduttrice armena;
- Mohsin Hamid (1971-), scrittore e opinionista pakistano;
- Jana Karšaiová (1978-), scrittrice italiana di origine slovacca;
- Hildegard E. Keller (1960-), studiosa, regista, traduttrice e scrittrice svizzera;
- Sheng Keyi (1973-), scrittrice cinese;
- Michael Krüger (1943-), scrittore, poeta ed editore tedesco; vincitore della seconda edizione del Premio Cesare De Michelis;
- Nicola Lagioia (1973-), scrittore, conduttore radiofonico e direttore del Salone internazionale del libro di Torino;
- Giuseppe Elio Ligotti (1946-), poeta e traduttore italiano;
- Nasim Marashi (1984-), giornalista e scrittrice iraniana;
- Ezio Mauro (1948-), giornalista e saggista italiano;
- Nicolas Mathieu (1978-), scrittore e giornalista francese;
- Mariza (1973-), nome d'arte di Marisa dos Reis Nunes, cantante portoghese;
- Emmanuel Moses (1959-), poeta francese;
- Tim Parks (1954-), scrittore e giornalista britannico naturalizzato italiano;
- Ryōko Sekiguchi  (1970-), poetessa, scrittrice e traduttrice giapponese; vive in Francia;
- Nikolaj Schultz (1990-), studioso e saggista danese, allievo di Bruno Latour;
- Igiaba Scego (1974-), scrittrice italiana di origine somala;
- Lilian Thuram (1972-), ex calciatore francese, originario della Guadalupa, presidente della Fondazione Éducation contre le racisme, saggista e opinionista;
- Ghassàn Zaqtàn (1954-), poeta palestinese, considerato l'erede ideale di Mahmoud Darwish.

### 2022
La XV edizione di Incroci di civiltà si è svolta dal 25 al 29 maggio. Nel corso della manifestazione per la prima volta è stato assegnato il Premio Cesare De Michelis a un editore che, nel panorama internazionale, ha saputo sviluppare progetti innovativi e capaci di promuovere le culture di tutto il mondo. Il Premio è stato attribuito all'editore indiano Naveen Kishore. Il Premio Incroci 2022 è stato assegnato al poeta ucraino Boris Chersonskij. Gli autori presenti sono stati:
- Amir Alagić (1977), scrittore croato di origine bosniaca;
- Usama Al Shahmani (1971-), scrittore svizzero di origine irachena;
- Ayesha Harruna Attah (1983-), scrittrice senegalese di origine ghanese;
- Andrea Bajani (1975-), scrittore italiano;
- Giulio Boccaletti, scienziato e scrittore italo-britannico;
- Boris Chersonskij (1950-), poeta, traduttore e psicologo ucraino, vincitore del Premio Incroci;
- Michael Christie, romanziere canadese;
- Teresa Cremisi (1945-), editrice e scrittrice italiana naturalizzata francese;
- Carlo Ginzburg (1939-), storico, saggista e scrittore italiano;
- Georgi Gospodinov (1968-), scrittore e poeta bulgaro;
- Cristina Gregorin, scrittrice italiana;
- Lena Herzog (1970-), artista visiva e fotografa russo-statunitense;
- Werner Herzog (1942-), regista, sceneggiatore, produttore, e scrittore tedesco;
- Roy Jacobsen (1954-), scrittore e sceneggiatore norvegese;
- Naveen Kishore (1953-), editore e fondatore della Seagull Press; vincitore del Premio Cesare De Michelis;
- László Krasznahorkai (1954-), scrittore e sceneggiatore ungherese;
- Joe R. Lansdale (1951-), scrittore statunitense;
- Bae Myung-hoon (1978-), autore sud-coreano di romanzi di fantascienza;
- Eshkol Nevo (1971-), scrittore israeliano;
- Antonio Pascale (1966-), scrittore, giornalista e blogger italiano;
- Carmen Pellegrino (1977-), scrittrice e storica italiana;
- Katja Petrowskaja (1970-), scrittrice e giornalista tedesca di origine ucraina;
- Nguyễn Phan Quế Mai (1973-), scrittrice e poetessa vietnamita;
- Karina Sainz Borgo (1982-), scrittrice venezuelana;
- Antonio Scurati (1969-), scrittore italiano;
- Marino Sinibaldi (1954-), giornalista, critico letterario e conduttore radiofonico italiano;
- Sepideh Siyāvashi (1986-), scrittrice iraniana;
- David Wagner (1971-), storico dell'arte e scrittore tedesco;
- Frank Westerman (1964-), scrittore e giornalista olandese;
- Lea Ypi (1979-), filosofa politica, giornalista e scrittrice albanese; vive e insegna in Gran Bretagna;
- Oksana Zabužko (1960-), scrittrice e poetessa ucraina.

### 2021
La XIV edizione del festival è ritornata in presenza, dopo la pausa forzata dovuta alla pandemia Covid19. La manifestazione è stata eccezionalmente collocata nell'autunno e si è svolta dal 3 all'8 novembre. Gli autori presenti sono stati:
- Carla Benedetti (1952-), critica letteraria e studiosa italiana;
- Jan Brokken (1949-), scrittore e giornalista olandese;
- Vinicio Capossela (1965-), cantautore, musicista e scrittore italiano;
- Caterina Edwards (1948-), scrittrice canadese;
- Rodrigo Fresan (1963-), scrittore e giornalista argentino;
- Heddi Goodrich (1971-), scrittrice statunitense;
- Oto Horvat (1967), poeta, narratore e traduttore in serbo; nato a Novi Sad, ha lavorato in Germania e risiede in Italia;
- Nicole Krauss (1974-) , scrittrice statunitense, vincitrice del premio Bortolotto-Possati-Ca' Foscari;
- Nicola Lagioia (1973-), scrittore, conduttore radiofonico e direttore del Salone internazionale del libro di Torino;
- Ulla Lenze (1973-), scrittrice tedesca, ospite del progetto di residenza letteraria Waterlines;
- Vittorio Longhi (1972-), giornalista e scrittore italiano;
- Hans Maarten van den Brink (1956-), giornalista e romanziere olandese;
- Antonio Moresco (1947-), scrittore italiano;
- Gholam Najafi (1990-), scrittore nato in Afghanistan, ora risiede in Italia; vincitore del premio Incroci giovani;
- James Noël (1978-), poeta e attore haitiano;
- Wilfried N’Sondé (1968-), scrittore e musicista francese di origine congolese;
- Antoine Pecqueur (1982-), musicista, saggista e opinionista francese;
- Chiara Piaggio (1976-), antropologa e saggista italiana;
- Mandeep Rai, saggista ed esperta internazionale di cultura dei valori;
- Tiziano Scarpa (1963), scrittore italiano;
- Igiaba Scego (1974-), scrittrice italiana di origine somala;
- Chiara Valerio (1978-), scrittrice, editorialista e curatrice editoriale italiana;
- Geling Yan (1956-), scrittrice e sceneggiatrice cinese naturalizzata statunitense.

### 2020
La XIII edizione del festival non si è svolta in presenza a causa della pandemia Covid19 e del conseguente lockdown. Al suo posto, il 3 e 4 aprile, sono state organizzate 10 conversazioni online con alcuni autori delle precedenti edizioni: Jonathan Coe, William Darlymple, Tishani Doshi, Jhumpa Lahiri, Melania Mazzucco, Daniel Mendelsohn, Maaza Mengiste, Guadalupe Nettel, Carlo Pizzati, Tiziano Scarpa, Igiaba Scego. Le conversazioni, intitolate Incroci di civiltà 12 e 1/2: From home to home, sono visibili sul sito della manifestazione.

### 2019
La XII edizione del festival si è svolta dal 3 al 6 aprile 2019, e ha visto la partecipazione dei seguenti autori:
- Eugenijus Ališanka (1960-), poeta e traduttore lituano;
- Karin Andersen (1966-), artista multimediale, conosciuta per la sua ricerca sull'alterità animale e il teriomorfismo;
- Arno Camenisch (1978-), scrittore e poeta svizzero;
- Jacqueline Bishop, scrittrice e artista visuale giamaicana;
- Jonathan Coe (1961-), scrittore inglese, premiato con il premio Bauer-Ca' Foscari;
- Carl-Christian Elze (1974-), poeta e sceneggiatore tedesco;
- Mostafa Ensafi (1987-), ingegnere e scrittore iraniano;
- Jean Flaminien, poeta francese, considerato l'erede di Yves Bonnefoy;
- Paulina Flores (1988-), scrittrice cilena, vincitrice del premio Bauer-Ca' Foscari giovani;
- Alexandre Hmine (1976-), scrittore svizzero del Canton Ticino, di origini marocchine;
- Maja Lunde (1975-), scrittrice e sceneggiatrice norvegese, impegnata nelle questioni ambientali;
- Chris Mann (1948-2021), poeta, scrittore e saggista sudafricano, fondatore del Wordfest, festival multilinguistico delle lingue e letterature del Sudafrica;
- Roberto Marchesini (1956-), filologo, etologo e saggista italiano;
- Melania G. Mazzucco (1966-), scrittrice e saggista italiana;
- Fiona McFarlane (1978-), scrittrice australiana;
- Guadalupe Nettel (1973-), scrittrice e poetessa messicana;
- Mikael Niemi (1959-), scrittore svedese;
- Daniel Pennac (1944-), scrittore francese;
- Aaron Poochigian (1973-), poeta e traduttore nordamericano;
- Sjón, pseudonimo di Sigurjón Birgir Sigurðsson (1962-), paroliere, poeta e autore irlandese;
- Jón Kalman Stefánsson (1963-), scrittore islandese;
- Michelle Steinbeck (1990-), poetessa svizzera;
- Marija Stapanova(1962-), poetessa, traduttrice e autrice russa;
- Francesco Targhetta (1980-), scrittore e poeta italiano;
- Ilija Trojanow (1965-), scrittore, traduttore ed editore di origini bulgare, residente in Germania dopo aver vissuto in Kenya, India e Sudafrica;
- Su Tong (1963-), autore cinese;
- Manuel Vilas (1962-), scrittore e poeta spagnolo;
- Igor' Višneveckij (1964-), poeta e scrittore russo.

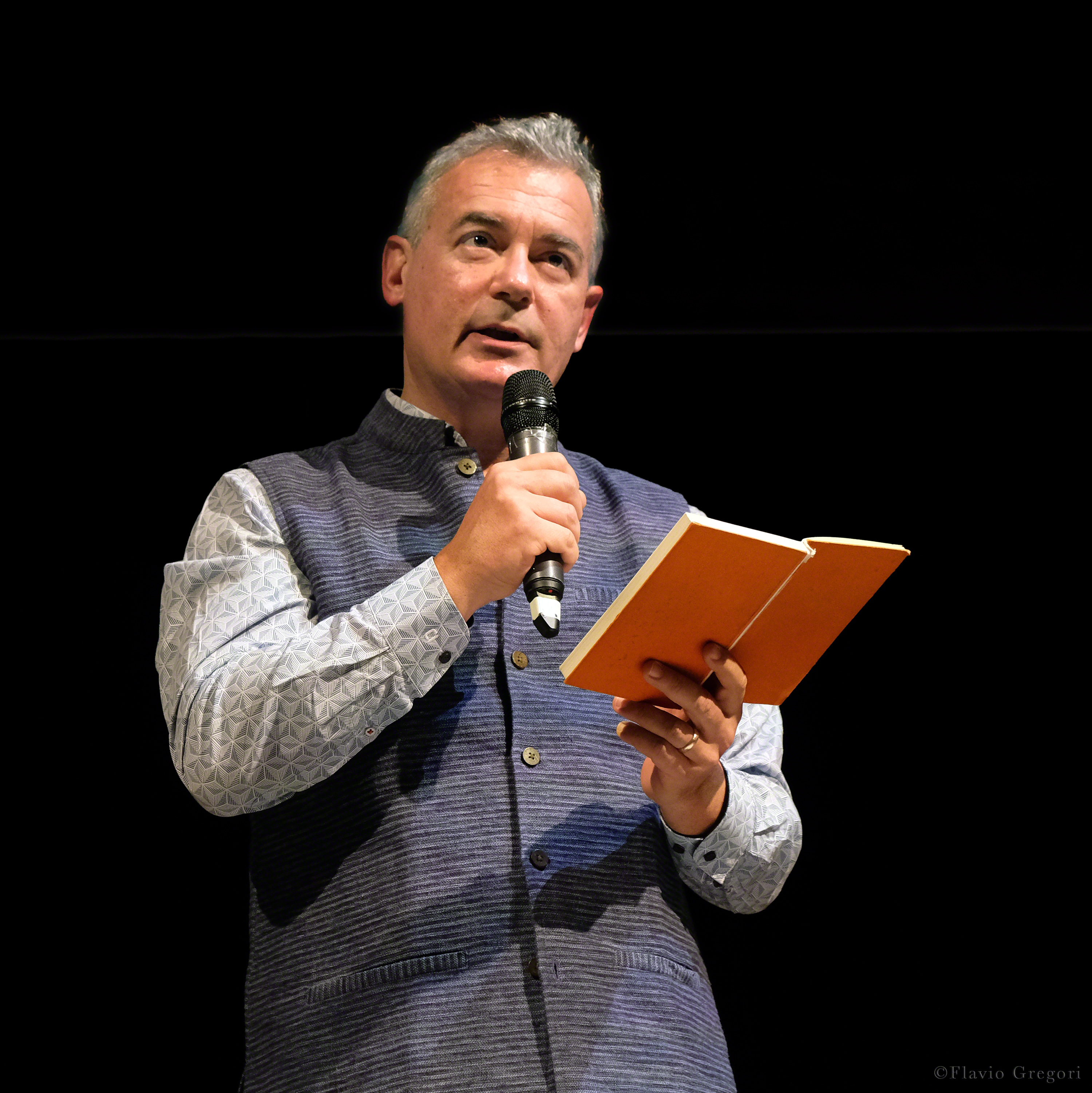
Ilija Trojanow

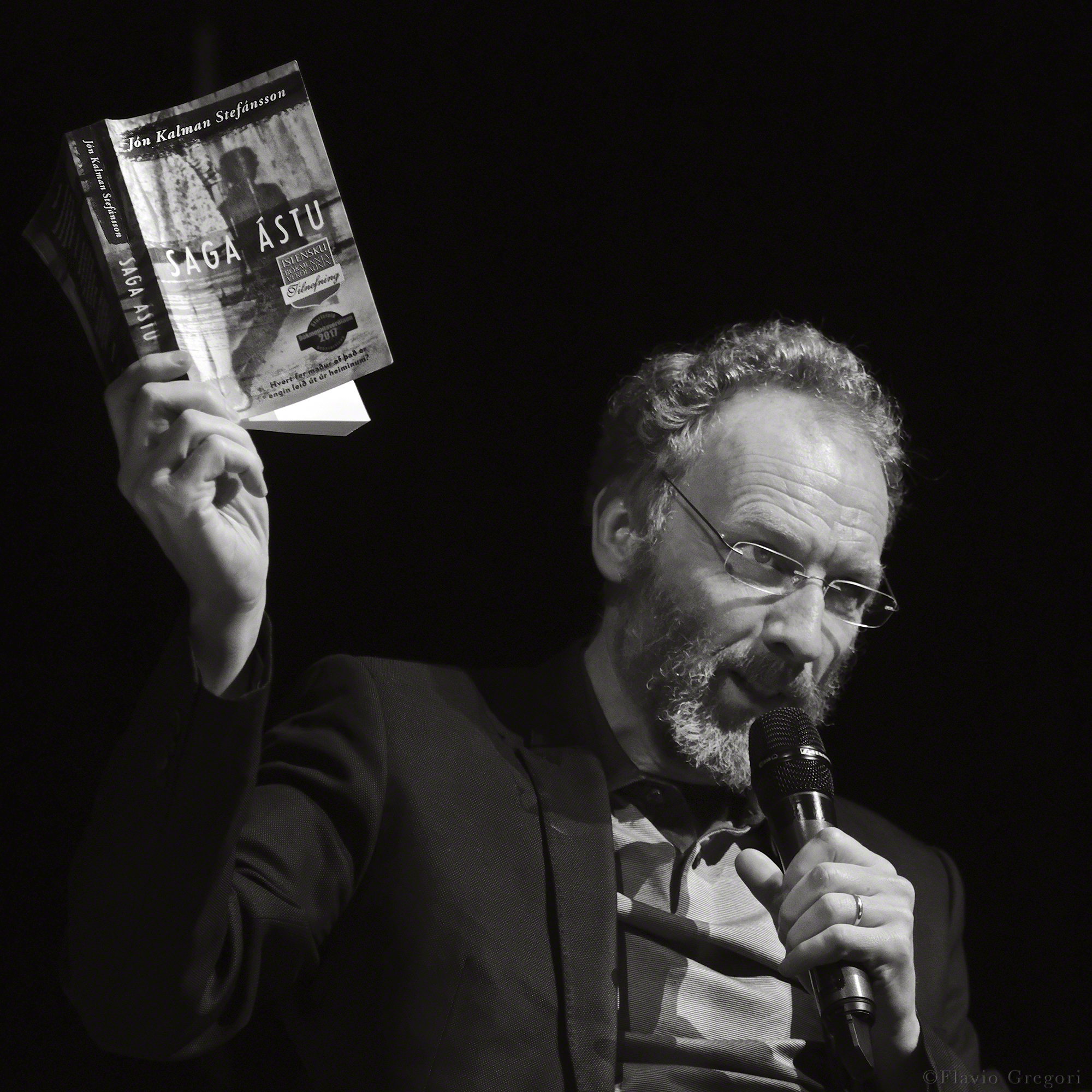
Jón Kalman Stefánsson

### 2018
L'XI edizione del festival si è svolta dal 4 al 7 aprile 2018, e ha visto la partecipazione dei seguenti autori:
- Abdilatif Abdalla (1946- ), poeta e attivista keniota. Condannato a tre anni di carcere in regime d’isolamento (1969-1972) per aver scritto un testo contro il partito di governo Kenya: Twendapi? (Kenya: Dove stiamo andando?), durante la prigionia compose di nascosto le poesie successivamente pubblicate in un’antologia dal titolo Sauti ya dhiki (La voce dell’agonia, 1973). In italiano è stato tradotto il volume Ushairi na Uhuru: poesie scelte di Abdilatif Abdalla e Euphrase Kezilahabi, a cura di Flavia Aiello e Roberto Gaudioso (Università degli Studi di Napoli “L’Orientale”, Napoli, 2017).[14]
- Eraldo Affinati (1956- ), scrittore italiano.
- Elisabeth Åsbrink (1965- ), scrittrice e giornalista svedese. 1947 (Iperborea, 2018) è il suo primo libro tradotto in Italia.[15]
- Gioconda Belli, poetessa e scrittrice nicaraguense.[16]
- Michelle de Kretser (1957- ), scrittrice australiana. I suoi romanzi, pubblicati in tutto il mondo, includono Il caso Hamilton (Neri Pozza, 2006), Il cane scomparso tra le foglie (Neri Pozza, 2009) e Questions of Travel (2012), che ha vinto, tra gli altri premi, il Miles Franklin Award e l’Australian Literature Society Gold Meda.[17]
- Donatella Di Pietrantonio (1962- ), scrittrice italiana. Ha esordito nel 2011 con Mia madre è un fiume (Elliot, 2011), vincitore del Premio Tropea, mentre il suo terzo romanzo, L’Arminuta (Einaudi, 2017) è stato vincitore del Premio Campiello 2017.[18]
- Erika Fatland (1983- ), scrittrice e giornalista norvegese. Nel 2015 è stata nominata tra i migliori scrittori norvegesi under 35 e nel 2016 Literary Europe Live l’ha selezionata tra le dieci voci emergenti più interessanti d’Europa. Collabora con diverse testate giornalistiche e ha al suo attivo varie pubblicazioni. Il suo libro Sovietistan. Un viaggio in Asia centrale (Marsilio, 2017) ha ricevuto il prestigioso Premio dei librai in Norvegia e il Wesselprisen.[19]
- Hideo Furukawa (1955- ), scrittore giapponese, da molti considerato come l’erede di Murakami Haruki. I suoi libri tradotti in italiano sono Belka (Sellerio, 2013) e Tokyo Soundtrack (Sellerio, 2018).[20]
- Sergej Gandlevskij (1952- ), scrittore e poeta russo. Numerosi i suoi riconoscimenti letterari, tra cui il prestigioso Premio Poet nel 2010. Le sue poesie sono tradotte nelle maggiori lingue europee, in cinese e giapponese. In italiano sono disponibili le antologie Festa e altre poesie, a cura di Elisa Baglioni (Passigli, 2017) e La ruggine e il giallo. Poesie 1980-2011, a cura di Claudia Scandura (Gattomerlino, 2014).[21]
- Kathleen Jamie (1962- ), poetessa britannica. Ha ricevuto premi importanti, tra cui il Forward Poetry Prize come Best Poetry Collection of the Year (2004) e lo Scottish Arts Council Book of the Year Award (2005). La raccolta The Overhaul (2012) ha vinto il prestigioso Costa Award.[22]
- Ian McEwan  (1948- ), autore britannico di romanzi, racconti e sceneggiature. Ha ricevuto numerosi premi, tra cui il Somerset Maugham Award nel 1976 per il suo libro d’esordio, la raccolta di racconti Primo amore, ultimi riti (Einaudi, 1979), il Whitbread Novel of the Year Award nel 1987 per il romanzo Bambini nel tempo (Einaudi, 1988) e il Man Booker Prize nel 1998 per Amsterdam (Einaudi, 1998).[23]
- Boris Andreevič Michajlov (1938- ), artista e fotografo documentarista ucraino. Uno dei fotografi più importanti dell’Europa post-socialista, le sue opere sono presenti in numerose collezioni e a Venezia sono state esposte a Palazzo Grassi nel 2011 nell’ambito della mostra Il mondo vi appartiene. Nel 2017 ha rappresentato l’Ucraina alla Biennale di Venezia.[24]
- Mohamed Moksidi (1979- ), poeta, traduttore, editore e giornalista marocchino. Caporedattore della rivista internazionale di letteratura, poesia, arte e critica al-Mawja al-thaqafiyya (L’onda culturale) e responsabile editoriale della sua Fondazione, è inoltre vice-presidente della Alleanza marocchina per la proprietà intellettuale della regione Tadla-Azilal. Ha pubblicato quattro raccolte di poesie in arabo a partire dal 2000.[25]
- Liliana Nechita (1968- ), scrittrice romena. In Italia è stato pubblicato il suo primo libro, Ciliegie amare (Laterza, 2017).
- Ngũgĩ wa Thiong’o (1938- ), intellettuale, romanziere, saggista, drammaturgo, giornalista, editore, accademico, e attivista politico keniota. Candidato più volte al premio nobel, la sua produzione letteraria è molto ampia; viene ricordato anche per la sua decisione di abbandonare la lingua inglese per scrivere nella lingua madre gikuyu.[26]
- Emine Sevgi Özdamar (1946- ), attrice, drammaturga, regista e scrittrice turca naturalizzata tedesca.[27]
- Yasmina Reza (1959- ), autrice francese di testi teatrali e romanzi. Le sue opere, tutte pluripremiate, sono state tradotte in numerose lingue, riscuotendo un grande successo internazionale di pubblico e critica.[28]
- Eugenia Rico (1972- ), scrittrice spagnola. Secondo gli accademici i suoi romanzi hanno inaugurato un nuovo genere, da alcuni definito “romanzo interattivo”, da altri “romanzo europeo”.[29]
- Yishai Sarid (1965- ), scrittore israeliano tradotto in 10 lingue.[30]
- Toni Servillo (1959- ), attore italiano.
- Dag Solstad (1941- ), considerato uno dei migliori scrittore norvegesi contemporanei. In Italia pubblica per Iperborea.[31]
- Wole Soyinka (1934- ), autore di teatro, poesie, romanzi e saggi. Premio Nobel per la letteratura nel 1986, ha pubblicato più di trenta opere e continua ad essere attivo in varie organizzazioni internazionali, sia artistiche che per i diritti umani.
- Tash Aw (1971- ) scrittore di origini malesi malese naturalizzato britannico. È vincitore del Whitbread First Novel Award, il Commonwealth Writers’ Prize e un O. Henry Award; è stato due volte candidato al Man Booker Prize. I suoi libri sono stati tradotti in 23 lingue.[32]
- Thanasis Valtinòs (1932- ), autore greco di racconti, romanzi e sceneggiature per il cinema. Tra i suoi romanzi, tradotti in numerose lingue, sono disponibili in italiano Il ritorno dei nove(Crocetti, 2002) e Blu scuro quasi nero (Crocetti, 2003). È inoltre disponibile in italiano anche il volume Vita e opere di Andreas Kordopatis. Libro I: America (Bulzoni, 2018).
- Raúl Zurita (1950- ), scrittore e poeta cileno, vincitore di diversi premi tra cui il premio Pablo Neruda nel 1989 e il Premio Nazionale di Letteratura del Cile nel 2006.[33]

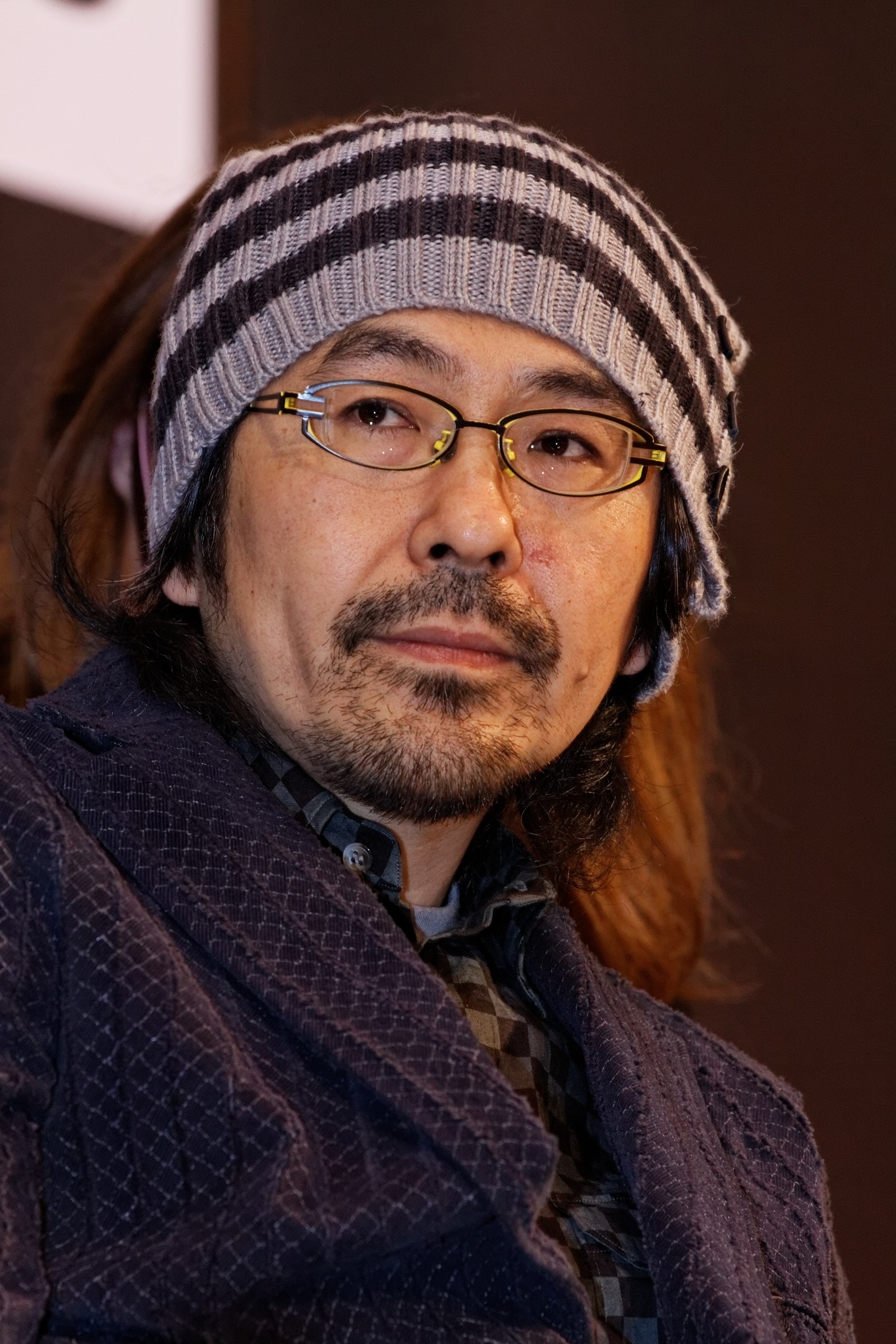
Hideo Furukawa
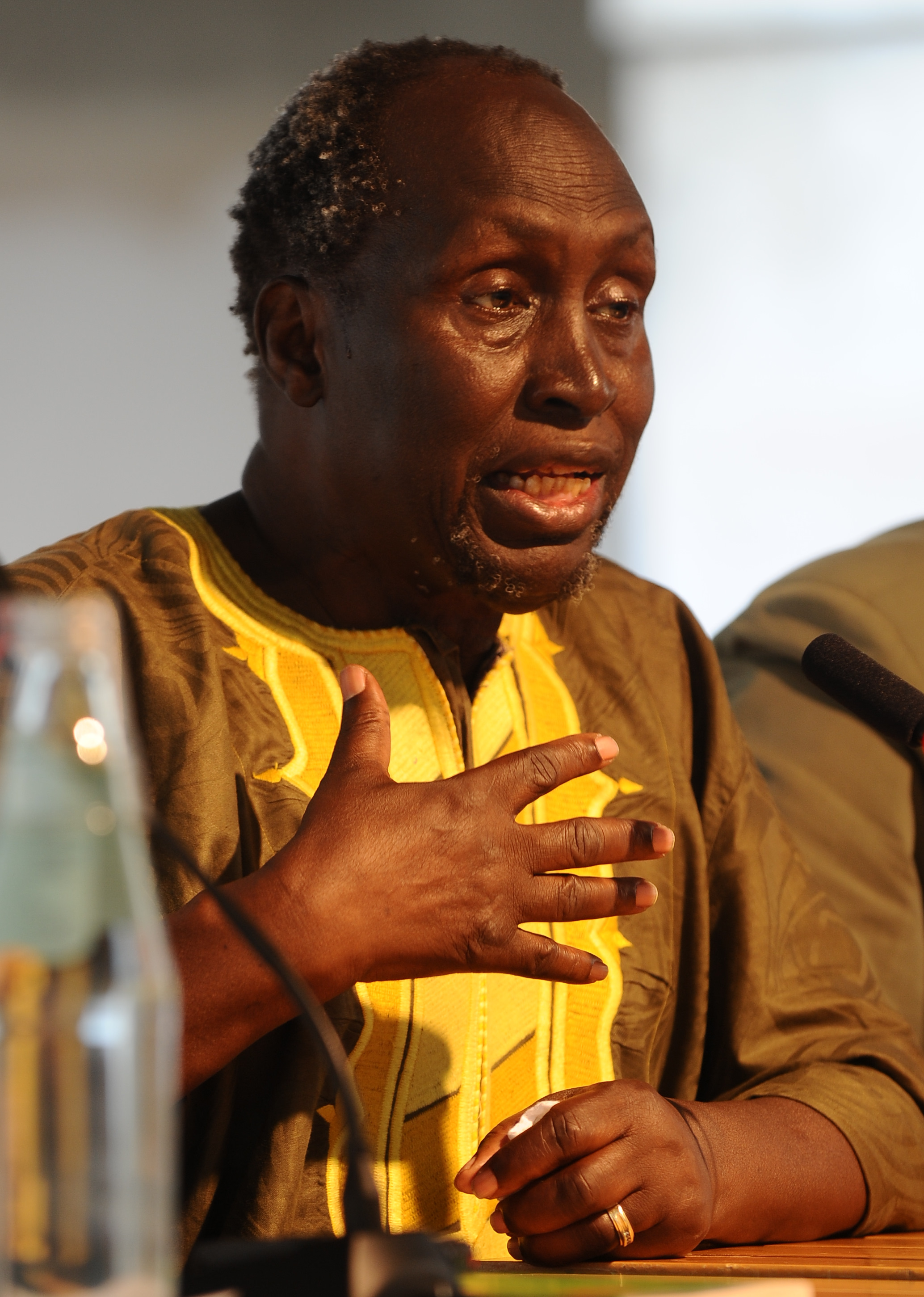
Ngũgĩ wa Thiong’o
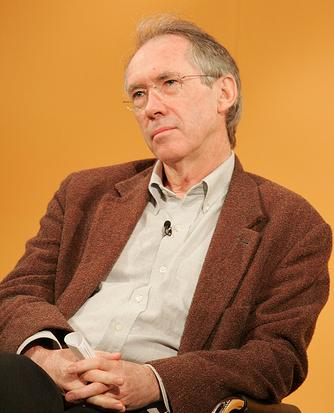
Ian McEwan
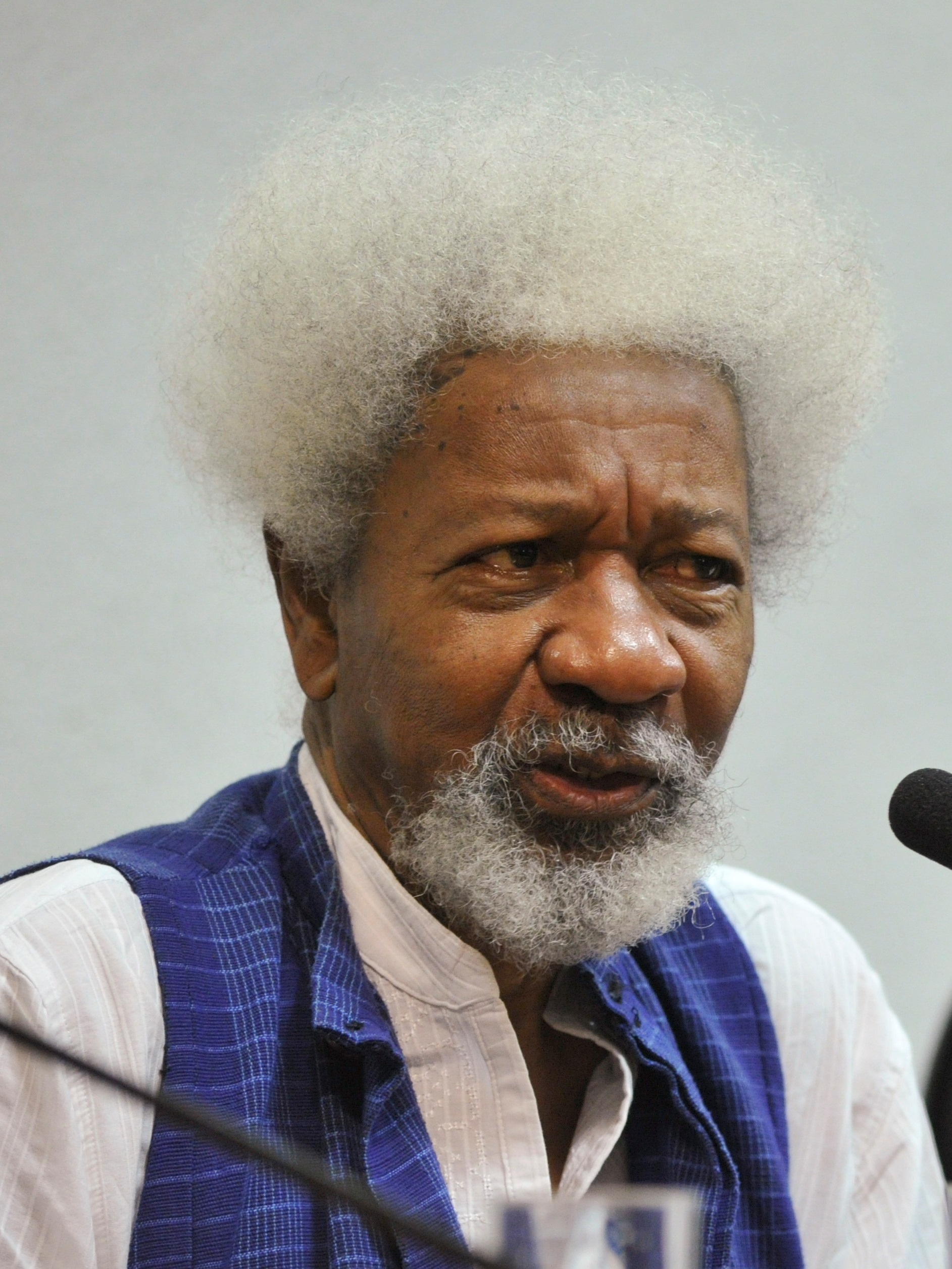
Wole Soyinka
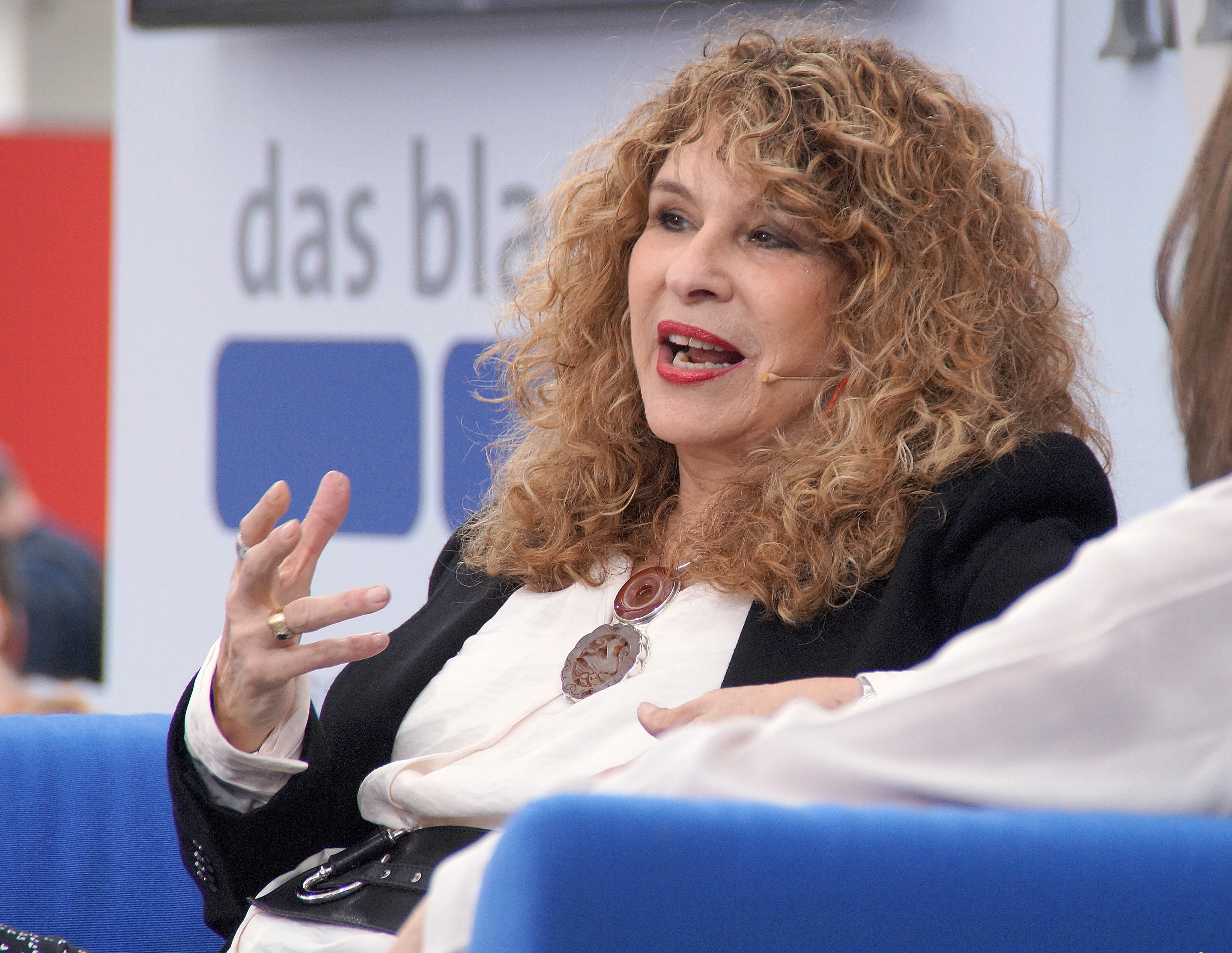
Gioconda Belli

### 2017
La X edizione del festival si è svolta dal 28 marzo al 1 aprile 2017, e ha visto la partecipazione dei seguenti autori:
- Gabriela Adameşteanu (1942- ), scrittrice e giornalista rumena. Nel 2002 le è stato conferito l’Hellmann-Hammett Grant, un premio per scrittori perseguitati per ragioni politiche.
- Eric Andersen (1943- ), cantautore folk statunitense.
- Michael Chabon (1963- ), scrittore, saggista e sceneggiatore statunitense, vincitore del Premio Pulitzer per la narrativa nel 2001 con il romanzo d'esordio Le fantastiche avventure di Kavalier e Clay (BUR Biblioteca Univ. Rizzoli, 2003).
- Luigi Dal Cin, scrittore italiano, ha pubblicato oltre un centinaio di libri per ragazzi grazie ai quali ha vinto numerosi premi nazionali.
- Mariana Enriquez (1973-), scrittrice e giornalista argentina. Dirige il supplemento culturale del quotidiano Página/12 e i suoi racconti sono apparsi su prestigiose riviste internazionali, tra cui Granta e McSweeney’s. È stata inoltre vincitrice del prestigioso premio Ciutat de Barcelona.
- Stanley Gazemba (1974- ), scrittore e giornalista keniota, autore di romanzi, libri per bambini e racconti.
- Michele Gazich, poeta, musicista, produttore e compositore italiano.
- Mary Hoffman (1945- ), scrittrice britannica, specializzata in romanzi per ragazzi. I titoli più conosciuti, tra cui La città delle stelle (2002), Stravaganza: la città delle maschere (2003) e La città dei fiori (2005), fanno parte della serie Stravaganza.
- Drago Jančar (1948- ), giornalista, drammaturgo, saggista e scrittore sloveno. Autore attento al tema della repressione, le sue opere sono state insignite di premi prestigiosi, fra i quali il Premio Hemingway (2009) e il Premio Silone (2016).
- Jonas Hassen Khemiri (1978- ), scrittore svedese, vincitore del premio Augustpriset con Tutto quello che non ricordo (Iperborea, 2017).
- Kirino Natsuo (1951- ), scrittrice giapponese. Il romanzo Le quattro casalinghe di Tokyo (BEAT, 2016) l'ha portata alla fama internazionale.
- Dany Laferrière (1953- ), scrittore haitiano naturalizzato canadese. Il suo primo libro, pubblicato nel 1985, Come far l’amore con un negro senza far fatica (Dalai Editore, 2004) è diventato un caso letterario. Nel 2013 è stato eletto al seggio 2 dell’Académie française, primo haitiano e primo canadese a ricevere questo onore.
- Hisham Matar (1970- ), scrittore libanese. Il suo romanzo Il ritorno. Padri, figli e la terra fra di loro (Einaudi, 2017), ha vinto nel 2017 il Premio Pulitzer per la biografia e autobiografia.
- Cees Nooteboom (1933- ), autore olandese di romanzi, poesie, saggi e libri di viaggio. Vanta diverse candidature al Premio Nobel per la Letteratura. Nel 1980 raggiunge il successo internazionale con il romanzo Rituals, successivamente trasposto in un’opera cinematografica. Scrittore versatile e prolifico, è stato insignito della Laurea ad Honorem da parte delle università di Berlino, Bruxelles e Nijmegen.
- Patrik Ouředník (1957- ), scrittore e traduttore ceco. La sua opera più conosciuta è Europeana. Breve storia del XX secolo (2001).
- Orhan Pamuk (1952- ), scrittore turco, Premio Nobel per la letteratura nel 2006 e primo autore turco a ricevere questa onorificenza.
- Giorgio Pressburger (1937-2017), è stato un narratore, autore, regista teatrale e saggista ungherese naturalizzato italiano.
- Charlotte Rampling (1946- ), attrice cinematografica britannica.
- Lasana M. Sekou (1959- ), scrittore proveniente dall'isola caraibica di Saint Martin. Le sue opere sono tradotte in sei lingue e hanno ricevuto numerosi premi. Sekou è inoltre un attivo sostenitore dell’indipendenza di Saint Martin, attuale colonia francese e olandese.
- Vikram Seth (1952- ), scrittore e poeta indiano. Il suo Autostop per l’Himalaya (1992, Longanesi, 2014) ha vinto il Thomas Cook Travel Award, uno dei premi più prestigiosi per la letteratura di viaggio, mentre il romanzo in versi The Golden Gate (1986) è diventato un best seller nei paesi di lingua inglese.
- Simona Vinci (1970- ), scrittrice e traduttrice italiana. È autrice di Dei bambini non si sa niente (Einaudi, 1997), che le è valso il premio Elsa Morante come opera prima, e La prima verità (Einaudi, 2016), vincitore del Premio Campiello.
- Ayelet Waldman (1964- ), scrittrice israeliana naturalizzata statunitense. Conosciuta principalmente per le sue opere sul tema della maternità, è anche una prolifica scrittrice di romanzi gialli.
- Jeffrey Wainwright (1944- ), poeta inglese. Ha curato per vari anni la famosa rivista Poetry and Audience e pubblicato numerosi libri di poesie, non ancora tradotti in Italia.
- Marcia Williams (1945- ), scrittrice e illustratrice di libri per bambini inglese.
- Abraham B. Yehoshua (1936- ), scrittore, drammaturgo e accademico israeliano. Fra le sue opere più acclamate, Cinque stagioni (1987) e Il signor Mani (1990), per i quali si aggiudica il National Jewish Book Award for Fiction.

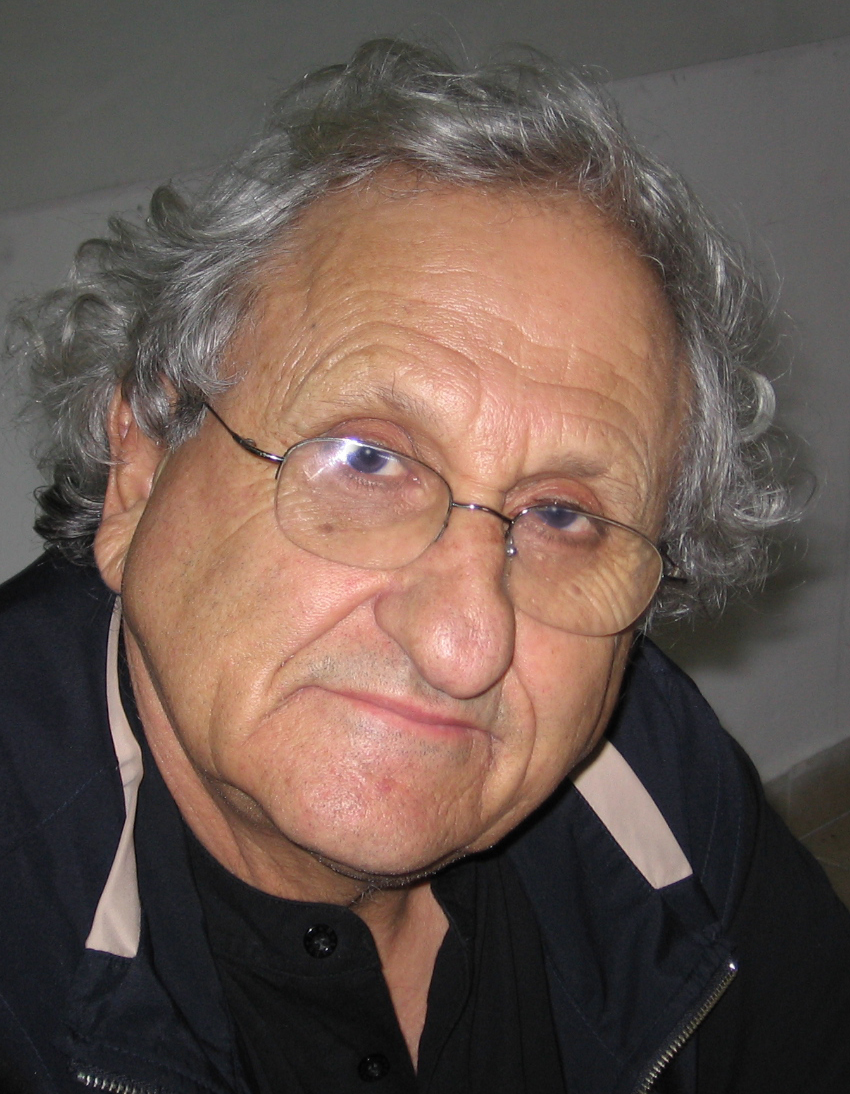
Abraham B. Yehoshua
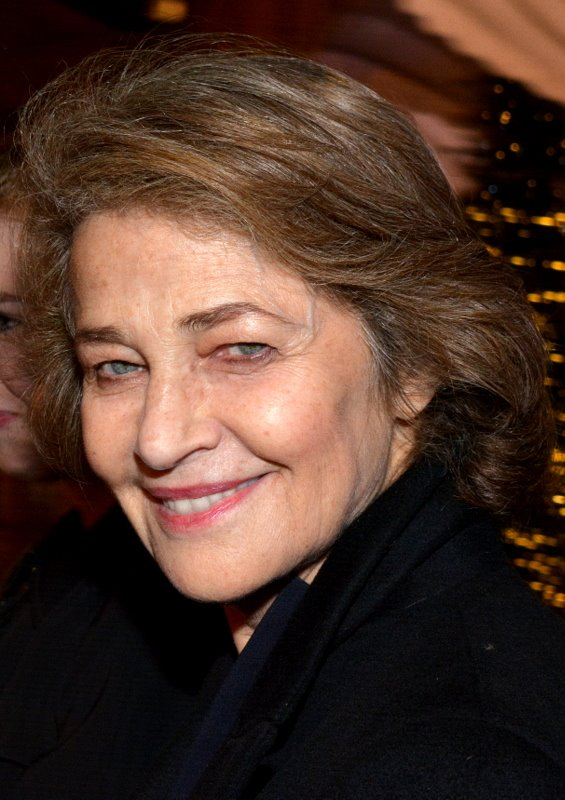
Charlotte Rampling
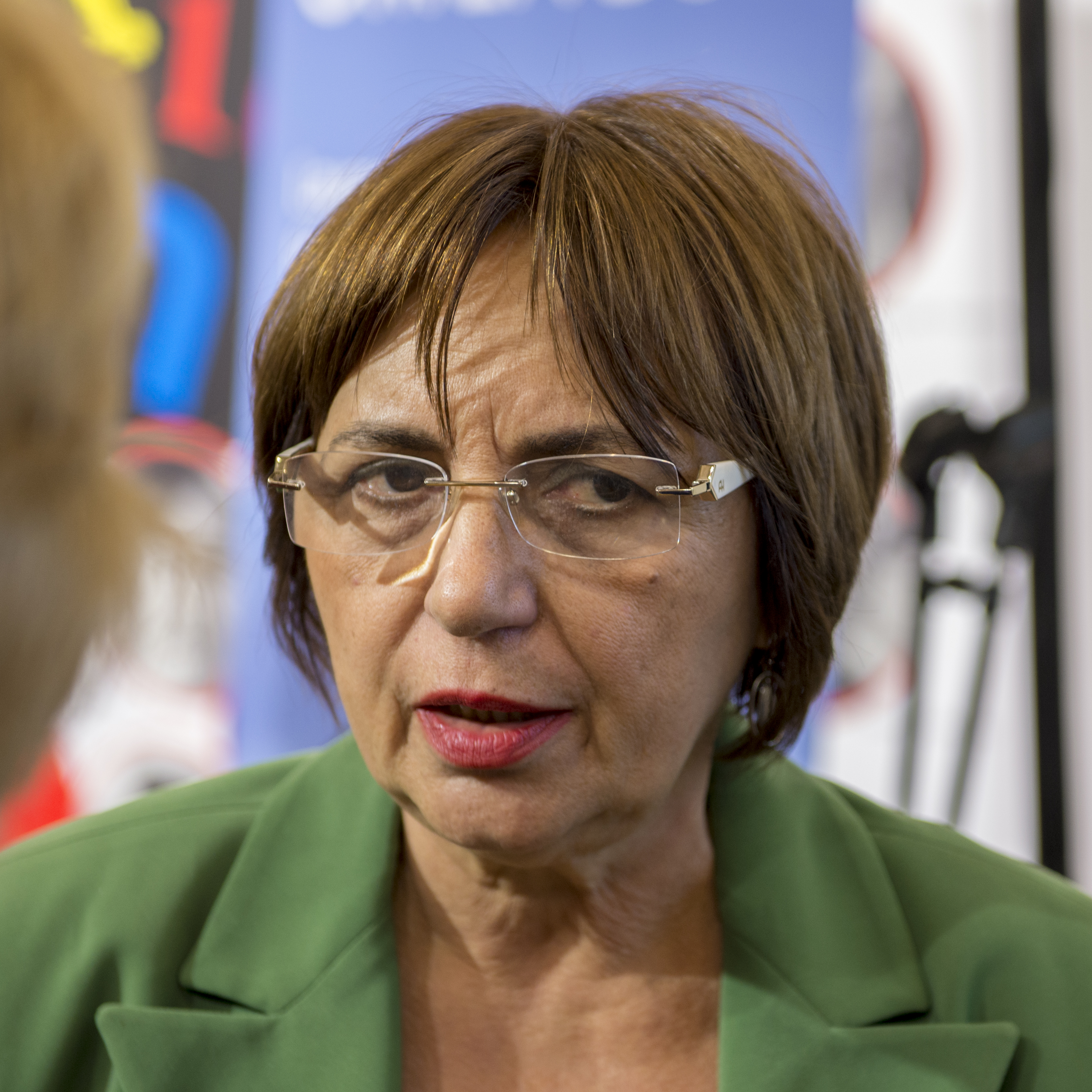
Gabriela Adameșteanu
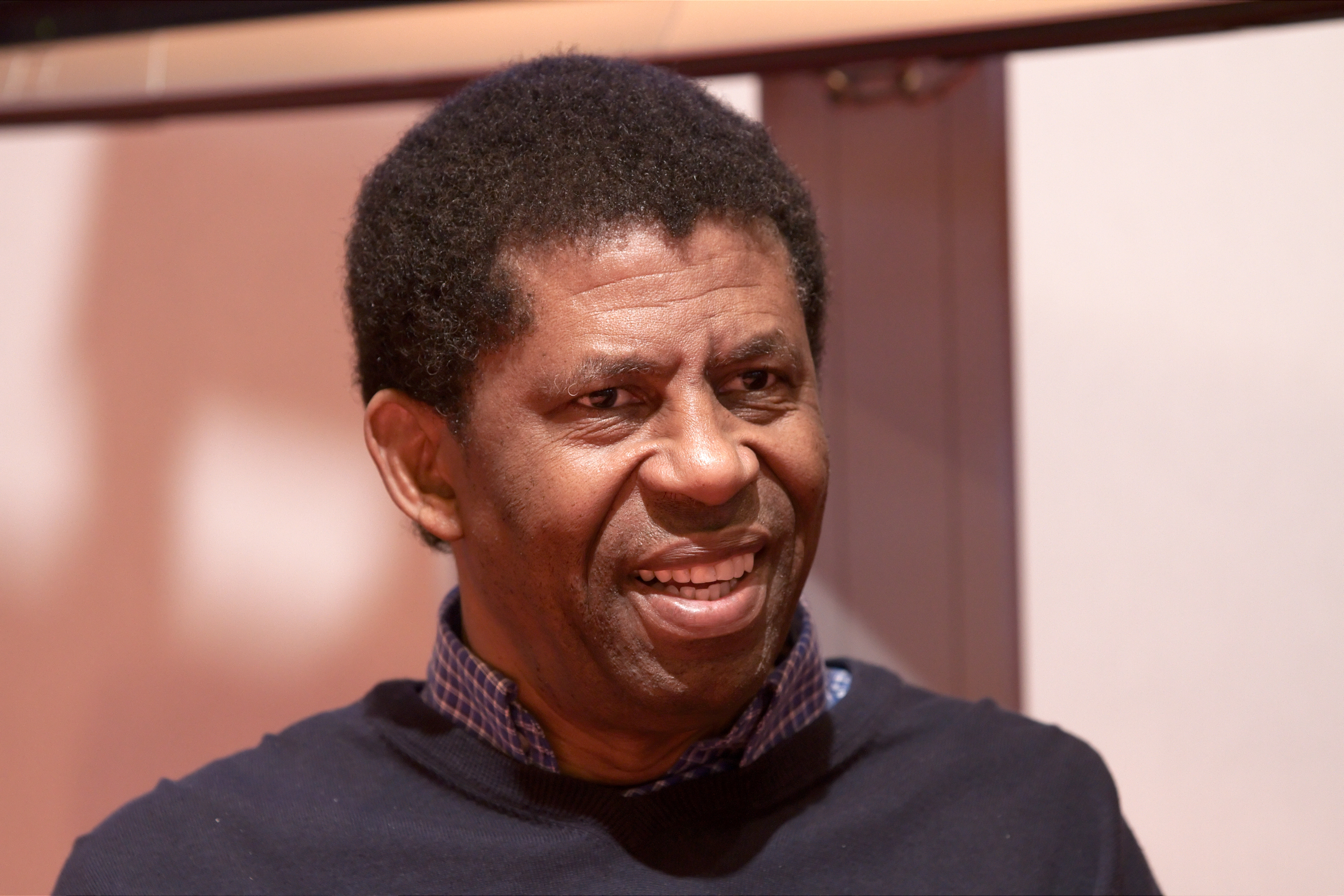
Dany Laferrière

### 2016
La IX edizione si è svolta dal 30 marzo al 2 aprile 2016, e ha visto la partecipazione dei seguenti autori:
- A Yi, pseudonimo di Ai Guozhu, è uno scrittore cinese. Ha pubblicato dei racconti sulla rivista Granta e in Italia è uscito il suo romanzo del 2012 ''E adesso?'' (Metropoli d'Asia, 2016).
- Akram Aylisli scrittore, romanziere ed ex parlamentare azero. Il suo romanzo Sogni di pietra (Guerini e Associati, 2015) gli è costato minacce, ritorsioni e espulso dall’Unione degli scrittori dell'Azerbaigian. Nel 2014 è stato candidato al Premio Nobel per la pace.
- Ana Blandiana, pseudonimo di Otilia Valeria Coman, è un’autrice romena di poesie, racconti, romanzi e saggistica.
- Marco Castelli, sassofonista, compositore e produttore italiano.
- Catherine Chanter, insegnante e scrittrice britannica. Ha scritto per BBC Radio 4 ed ha pubblicato svariati racconti brevi e poesie per le quali le è stato assegnato il prestigioso Yeovil Poetry Prize. Il Pozzo (Marsilio, 2016) è il suo romanzo d'esordio, vincitore del Lucy Cavendish Fiction Prize.
- Radka Denemarková è una scrittrice, storica della letteratura tedesca e ceca, drammaturga, saggista e traduttrice ceca. Il suo romanzo I soldi di Hitler (Keller, 2012) è stato vincitore del prestigioso premio Magnesia Litera nel 2006.
- Amir El Saffar, musicista iracheno-statunitense. Suona la tromba, il santur e canta musica tradizionale irachena, dedicandosi allo studio e al recupero della musica antica ottomana e araba.
- Garth Risk Hallberg, giornalista e scrittore statunitense. I suoi articoli, saggi e recensioni sono apparsi su Prairie Schooner, The New York Times, Best New American Voices 2008, The Guardian e The Millions. Città in fiamme (Mondadori, 2016) è il suo primo romanzo.
- Nathalie Handal, scrittrice franco-statunitense di origine palestinese e professoressa alla Columbia University.
- Aleksandar Hemon, giornalista e scrittore bosniaco naturalizzato statunitense, in Italia è pubblicato da Einaudi.
- Helena Janeczek, scrittrice tedesca di origini ebree-polacche, vive in Italia da oltre trent'anni. Dopo aver esordito con il libro di poesie Ins Freie (1989), ha scelto l’italiano come lingua letteraria. È autrice di Lezioni di tenebra (Mondadori, 1997) e Le rondini di Montecassino (Guanda, 2010), che hanno vinto numerosi premi, come il Premio Bagutta Opera Prima e il Premio Napoli. Collabora inoltre con diverse riviste italiane.
- Antanas A. Jonynas, poeta, saggista e traduttore lituano.
- Khaled Khalifa, scrittore, poeta e sceneggiatore siriano. In Italia ha pubblicato Elogio dell'odio (Bompiani, 2011) e Non ci sono coltelli nelle cucine di questa città (Bompiani, 2018).
- Kim Kwang-Kyu, scrittore, traduttore e poeta coreano. È considerato dagli storici della letteratura coreana contemporanea un membro della “Generazione del 19 aprile” che nel 1960 guidò la rivoluzione studentesca contro l’allora presidente della repubblica Syngman Rhee, ponendo così fine a dodici anni di governo dittatoriale.
- Linda Lê, scrittrice vietnamita naturalizzata francese.
- Rosa Liksom, scrittrice e artista finlandese. Con Scompartimento n.6 (Iperboera, 2014) ha vinto il Premio Finlandia 2011, il più prestigioso riconoscimento letterario finlandese.
- Roger Lucey, cantautore, musicista, scrittore, giornalista e regista sudafricano. La storia della sua vita è contenuta nell'autobiografia uscita nel 2013. Tra i documentari e i film da lui diretti: Aria del Africa; The Road to Then and Now; Leading Like Mandela; Desmond Tut.
- Amin Maalouf, scrittore e giornalista libanese naturalizzato francese. È stato insignito del premio Principe delle Asturie per la letteratura nel 2010 e nel 2011 è stato eletto membro dell’Académie française.
- Ann-Marie MacDonald, scrittrice e attrice canadese, vincitrice del Commonwealth Writers Prize con il suo primo romanzo Chiedi perdono (Adelphi, 2002).
- Okey Ndibe, scrittore, editorialista e giornalista nigeriano naturalizzato statunitense. Fondatore la rivista internazionale African Commentary con il celebre scrittore Chinua Achebe, ha scritto per numerose pubblicazioni, tra cui The New York Times, BBC online, Al Jazeera online, Financial Times, Fabian Society Journal e il Daily Sun nigeriano. È autore del romanzo Il prezzo di Dio (Edizioni Clichy, 2015).
- Lamberto Pignotti, poeta e artista italiano, fondatore con altri poeti, pittori, musicisti e studiosi del Gruppo ‘70, ha partecipato anche alla nascita del Gruppo ‘63; ed è ritenuto uno dei padri della poesia visiva.
- Doron Rabinovic, scrittore e storico israeliano naturalizzato austriaco. In Italia ha pubblicato Altrove (Giuntina, 2013) e Alla ricerca di M. (Giuntina, 2015).
- Jüri Talvet, poeta, saggista, traduttore e comparatista estone.
- Paco Ignacio Taibo II, scrittore e giornalista spagnolo naturalizzato messicano. È autore di oltre 50 volumi tra romanzi, raccolte di racconti, fumetti, reportage giornalistici e opere storiche, e vincitore di numerosissimi premi letterari.
- Frank Westerman, giornalista, reporter e scrittore olandese. È autore di romanzi reportage su temi quali il razzismo, l’identità e il potere come Ingegneri di anime (Feltrinelli, 2006), El Negro e io (Iperborea, 2009), Ararat (Iperborea, 2010), Pura razza bianca (Iperborea, 2013), e L’enigma del lago rosso (Iperborea, 2015).
- Arnold Zable, scrittore e attivista per i diritti umani australiano, autore di numerosi saggi, colonne giornalistiche, racconti brevi ed opere teatrali.

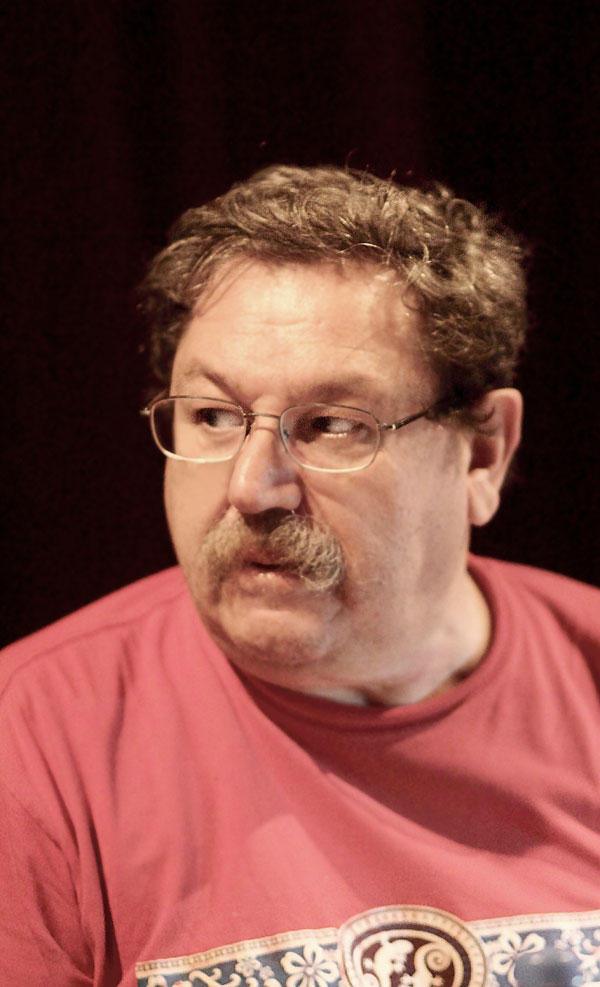
Paco Ignacio Taibo II
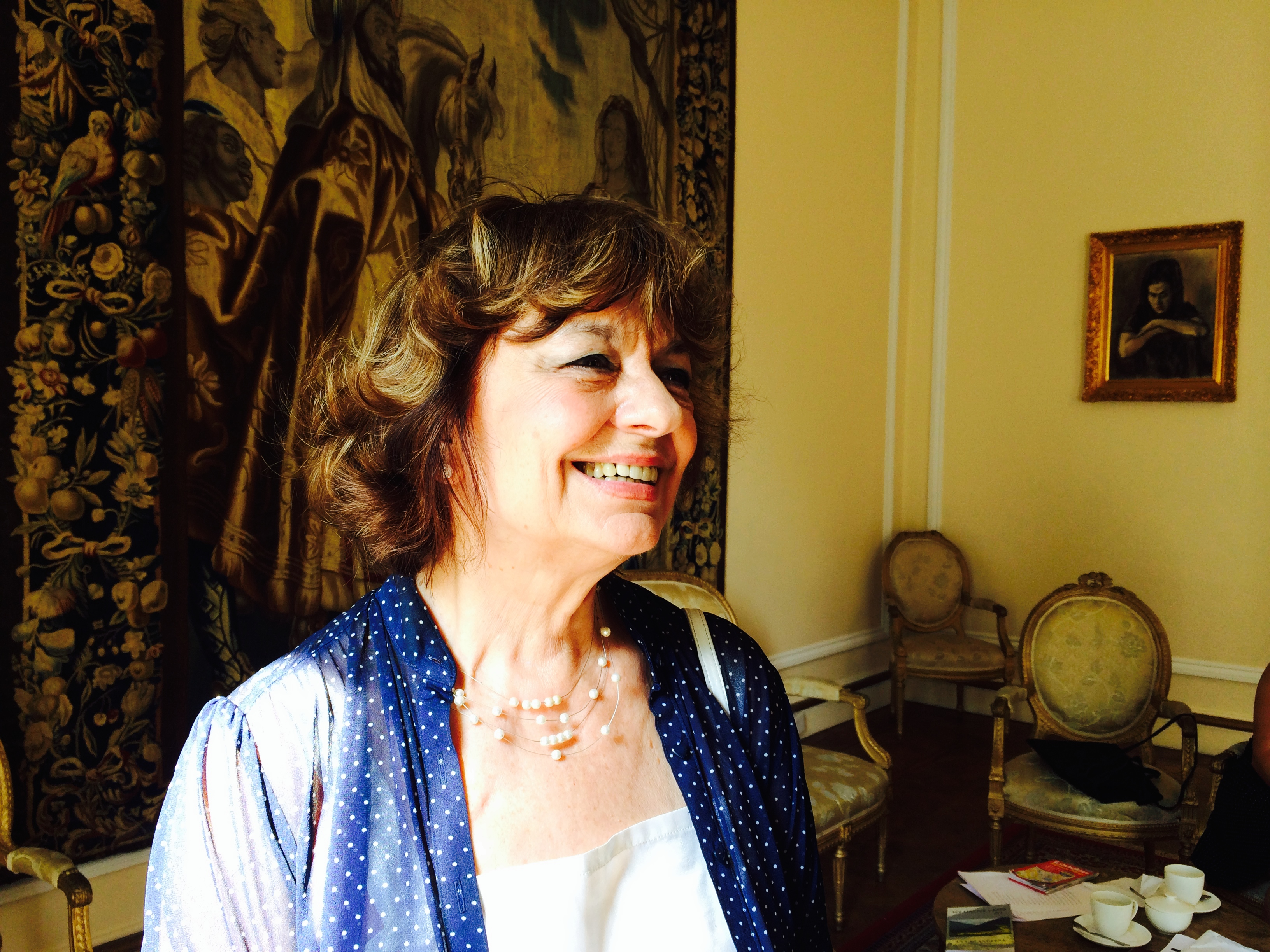
Ana Blandiana
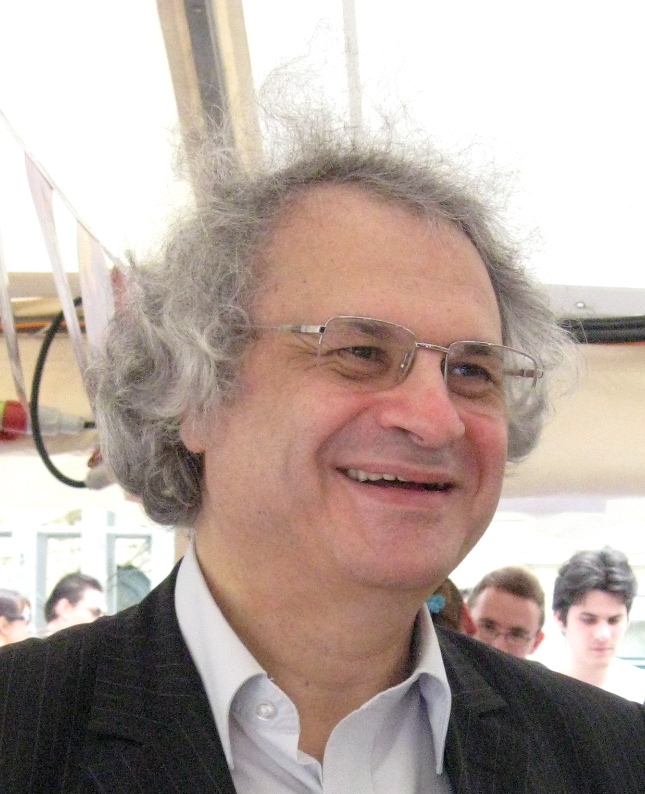
Amin Maalouf

### 2015
L'VIII edizione si è svolta dal 25 al 28 marzo 2015, e ha visto la partecipazione dei seguenti autori:
- Sergio Álvarez, scrittore, sceneggiatore e giornalista colombiano.
- Mathieu Amalric, regista e attore francese, tre volte vincitore del Premio César.
- Ana Luísa Amaral, professoressa, scrittrice e poetessa portoghese.
- Sascha Arango, sceneggiatore e scrittore tedesco. Premiato più volte con il prestigioso Grimme-Preis per la sceneggiatura, ha inaugurato la carriera di scrittore con il romanzo La verità e altre bugie (Marsilio, 2015).
- Antonia Arslan, professoressa, saggista e scrittrice di origine armena. Il suo primo romanzo, La masseria delle allodole (Rizzoli, 2004), ha vinto il Premio Stresa di narrativa e il Premio Campiello.
- Jerry Brotton, scrittore, giornalista, critico e conduttore televisivo britannico. Docente di Studi rinascimentali alla Queen Mary University di Londra, è uno dei massimi esperti di storia delle mappe e cartografia rinascimentale. In Italia ha pubblicato La storia del mondo in dodici mappe (Feltrinelli, 2015).
- Matteo Cataluccio, scrittore ed editor, ha iniziato la sua carriera in Feltrinelli per poi dirigere la Bruno Mondadori Editore e la Bollati Boringhieri. Collabora al  Sole24ore, Il Post, Doppiozero, Inventario. Nel 2012 ha vinto il Premio Ryszard Kapus´cin´sk.
- Roberto Costantini, professore e scrittore italiano, autore della trilogia noir composta da Tu sei il male, Alle radici del male e Il male non dimentica (Marsilio, 2014).
- Patrick Deville, scrittore francese. Fondatore e direttore della rivista Meet, in Italia ha pubblicato Peste & colera. La vita avventurosa dello scienziato che sconfisse la peste (E/O, 2013).
- David Foenkinos, scrittore francese, autore di Charlotte (Mondadori, 2015) e La delicatezza (E/O, 2010).
- Stefan Hertmans, scrittore belga di lingua nederlandese
- James Ivory, regista statunitense, nel 2018 ha vinto l'Oscar alla migliore sceneggiatura non originale per il film Chiamami col tuo nome.
- Billy Kahora, scrittore e reporter keniota, capo redattore della rivista letteraria Kwani?.
- Kim Min-jeong, poetessa e saggista coreana.
- Hanif Kureish, romanziere, drammaturgo, sceneggiatore e regista britannico.
- Tatiana Salem Levy, scrittrice brasiliana di origini ebree turche. Il suo primo romanzo, A chave de casa (2013), gli è valso il premio São Paulo Literatura per il migliore esordiente.
- Li Ang (pseudonimo di Shi Shuduan), scrittrice taiwanese di racconti e romanzi.
- Lucio Mariani, poeta e traduttore italiano.
- Shara McCallum, poetessa giamaicana, vincitrice del prestigioso National Endowment for the Arts Fellowship per la poesia.
- Mahsa Mohebali, scrittrice iraniana. Ha vinto due volte il prestigioso premio letterario Golshiri per la raccolta di racconti Love-making in Footnotes (2004) e il romanzo Don’t Worry (2008), in italiano tradotto da Ponte33 con il titolo Non ti preoccupare.
- Mark Mustian, avvocato e scrittore statunitense di origine armena. Il suo romanzo La memoria del vento (Piemme, 2011) ripercorre le strade della deportazione armena del 1915.
- Víctor Rodríguez Núñez, poeta, traduttore, critico letterario e giornalista cubano.
- Vladislav Otrošenko, scrittore russo, è stato premiato in Italia nel 2004 con il premio Grinzane Cavour.
- Morten Søndergaard, scrittore, poeta e traduttore danese.
- Agata Tuszyńska, scrittrice polacca, autrice di Wiera Gran. L'accusata (Einaudi, 2012).
- Ljudmila Ulickaja, scrittrice russa, vincitrice nel 2014 del Premio di Stato austriaco per la letteratura europea per le sue opere, tradotte in oltre 20 lingue in tutto il mondo.
- Tommy Wieringa, scrittore olandese, tradotto in Italia da Iperborea.
- Wu Ming 1, scrittore e traduttore italiano, è membro del collettivo di scrittori Wu Ming, in precedenza noto come “Luther Blissett”, pseudonimo collettivo abbandonato nel 1999.
- Xu Zechen, scrittore cinese, autore di Correndo attraverso Pechino (Sellerio, 2014).

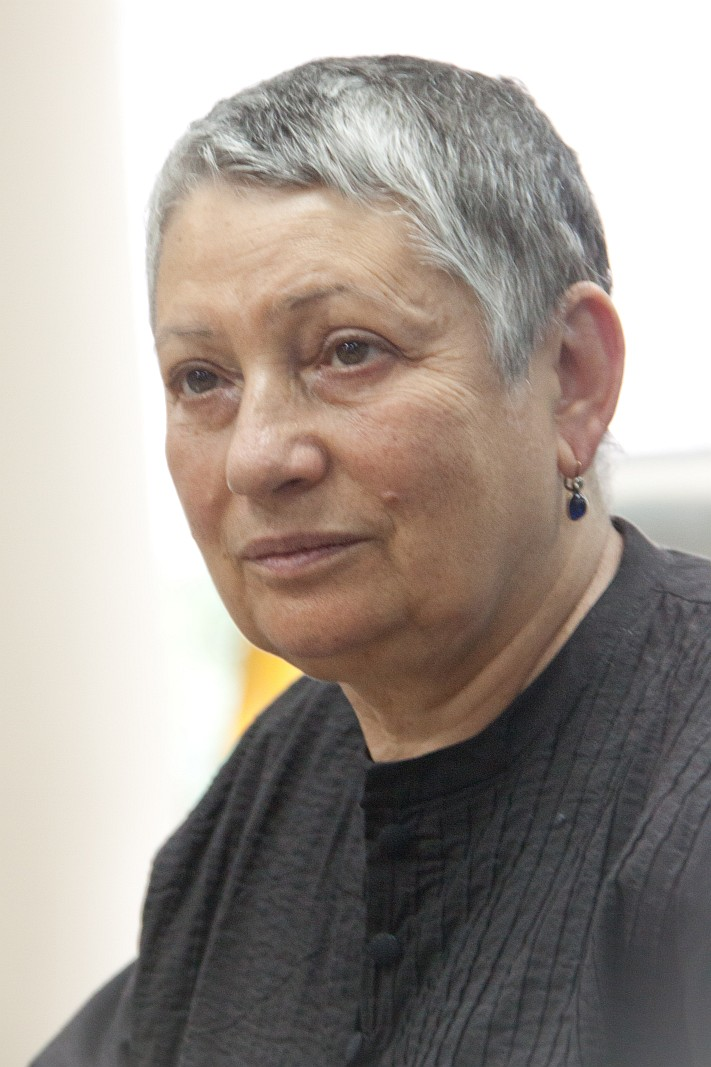
Ljudmila Evgen'evna Ulickaja
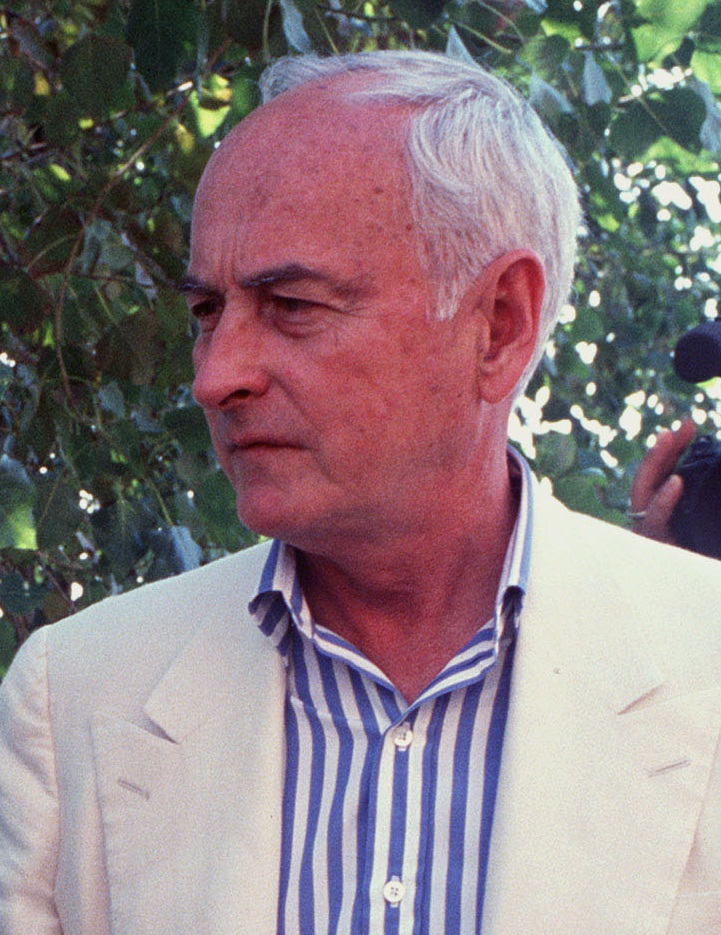
James Ivory
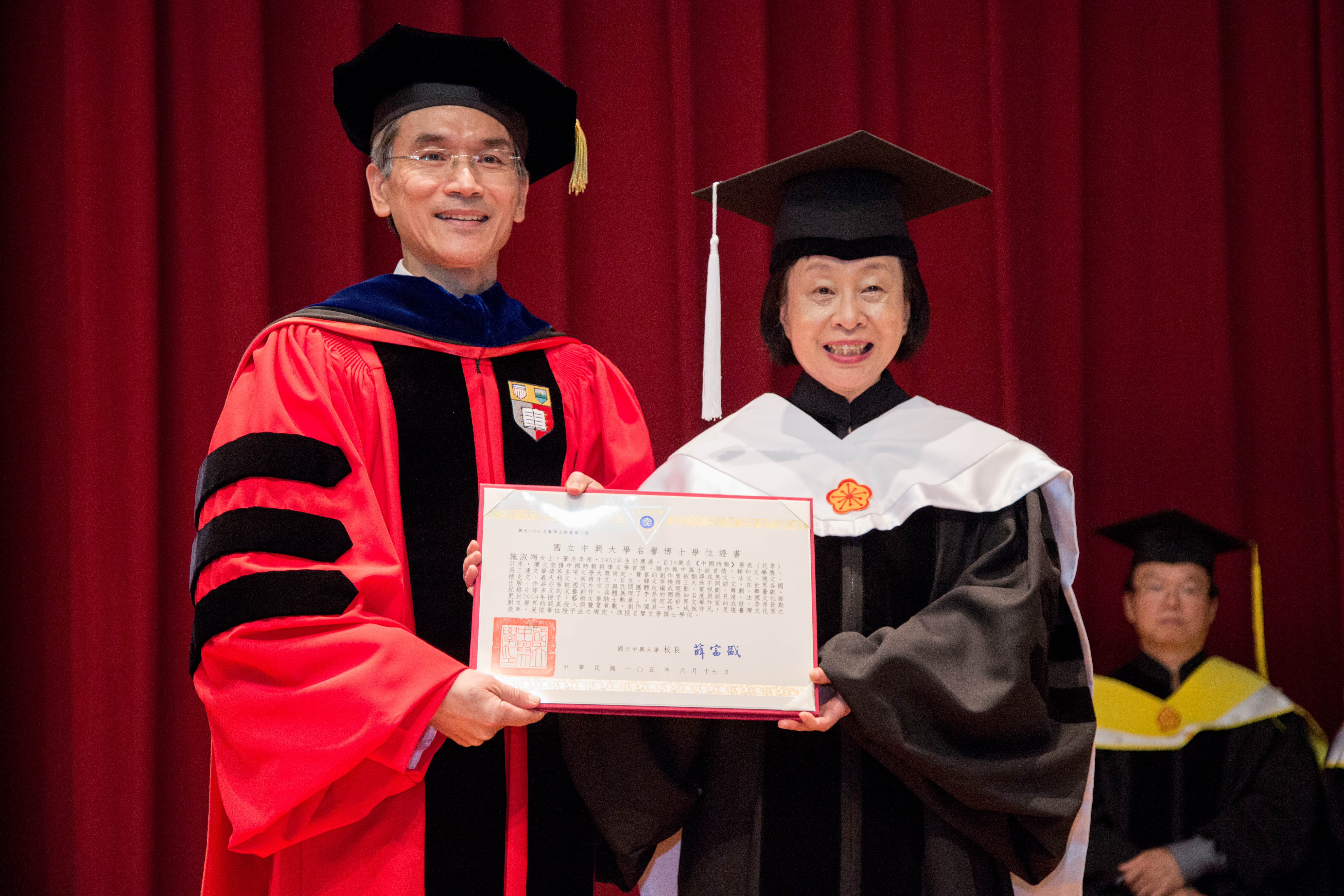
Li Ang

### 2014
La VII edizione si è svolta dal 1 al 5 aprile 2014, e ha visto la partecipazione dei seguenti autori:
- Salwa Al-Neimi, scrittrice siriana, autrice de La prova del miele (Feltrinelli, 2010) e Il libro dei segreti (Feltrinelli, 2012).
- Naomi Alderman, scrittrice e blogger britannica, vincitrice dell'Orange Prize for New Writers 2006 e del Sunday Times Young Writer of the Year Award 2007.
- Raja Alem, scrittrice e giornalista araba, autrice di romanzi e libri per bambini. ha ottenuto diversi riconoscimenti, tra cui il premio dell’UNESCO per i risultati artistici conseguiti e il prestigioso International Arabic Fiction Prize per Il collare della colomba (Marsilio, 2014).
- Massimo Carlotto, scrittore italiano di genere noir. È anche sceneggiatore, drammaturgo e giornalista.
- Patrizia Cavalli, poetessa italiana. Vincitrice del Premio Internazionale Pasolini per Pigre divinità e pigra sorte (Einaudi, 2006), pubblica principalmente per Einaudi e Nottetempo.
- Arne Dahl, scrittore e critico letterario svedese., autore di romanzi gialli.
- Rita Dove, poetessa statunitense, è stata la seconda afro-americana a vincere il Premio Pulitzer per la poesia.
- Abilio Estévez, scrittore e drammaturgo cubano. In Italia, il suo libro più conosciuto è I palazzi lontani (Adelphi, 2006).
- Rhea Galanaki, scrittrice greca, autrice di Elena nessuno (Crocetti, 2003) e Il secolo dei labirinti (E/O, 2008).
- Ge Fei, scrittore avanguardista cinese.
- Peter Greenaway, pittore, regista e sceneggiatore gallese.
- Abdolah Kader, scrittore iraniano, ha poi avuto successo in Olanda, dove si è trasferito nel 1988 come rifugiato politico. In Italia pubblica principalmente per Iperborea.
- Jhumpa Lahiri, scrittrice statunitense di origini indiane. Nel 2000 è la prima scrittrice esordiente ad aggiudicarsi il Premio Pulitzer per la narrativa con la raccolta di short stories L’interprete dei malanni (Guanda, 2016). Scrive come columnist per il new York Times e per il New Yorker.
- Daniel Mendelsohn, classicista e critico letterario statunitense. Scrive di letteratura, cinema e teatro sulla New York Times Book Review, sul New Yorker e sulla New York Review of Books.
- Carlo Petrini, gastronomo e giornalista italiano, fondatore di Slow Food e ideatore di Terra Madre.
- Caryl Phillips, scrittore postcoloniale britannico, appartenente all'area culturale della Black Britain e vincitore del Commonwealth Writers Prize nel 2004.
- Marc Scialom, regista, scrittore e traduttore ebreo italo-tunisino, naturalizzato francese.
- Sergej Stratanovskij, poeta russo, vincitore del Premio Carducci nel 2011 per il volume Buio diurno (Einaudi, 2009).
- Noémi Szécsi, scrittrice ungherese, autrice de La vampira snob (Baldini & Castoldi, 2014), suo romanzo d'esordio, e Il Montecristo comunista (Mimesis, 2017).
- Uwe Timm, scrittore tedesco vincitore del Premio Napoli e del Premio Mondello con Rosso (Le Lettere, 2005).
- Olivier Truc, scrittore e giornalista francese, corrispondenze in Svezia per testate quali le Monde e Le Point.
- Varujan Vosganian, scrittore e poeta rumeno. La sua opera più conosciuta a livello internazionale è Il libro dei sussurri (Keller, 2011).
- Binyavanga Wainaina, scrittore e giornalista keniota, fondatore della rivista letteraria Kwani?. Un giorno scriverò di questo posto (66th and 2nd, 2016) è la sua autobiografia e il suo primo libro ad essere tradotto in Italia.

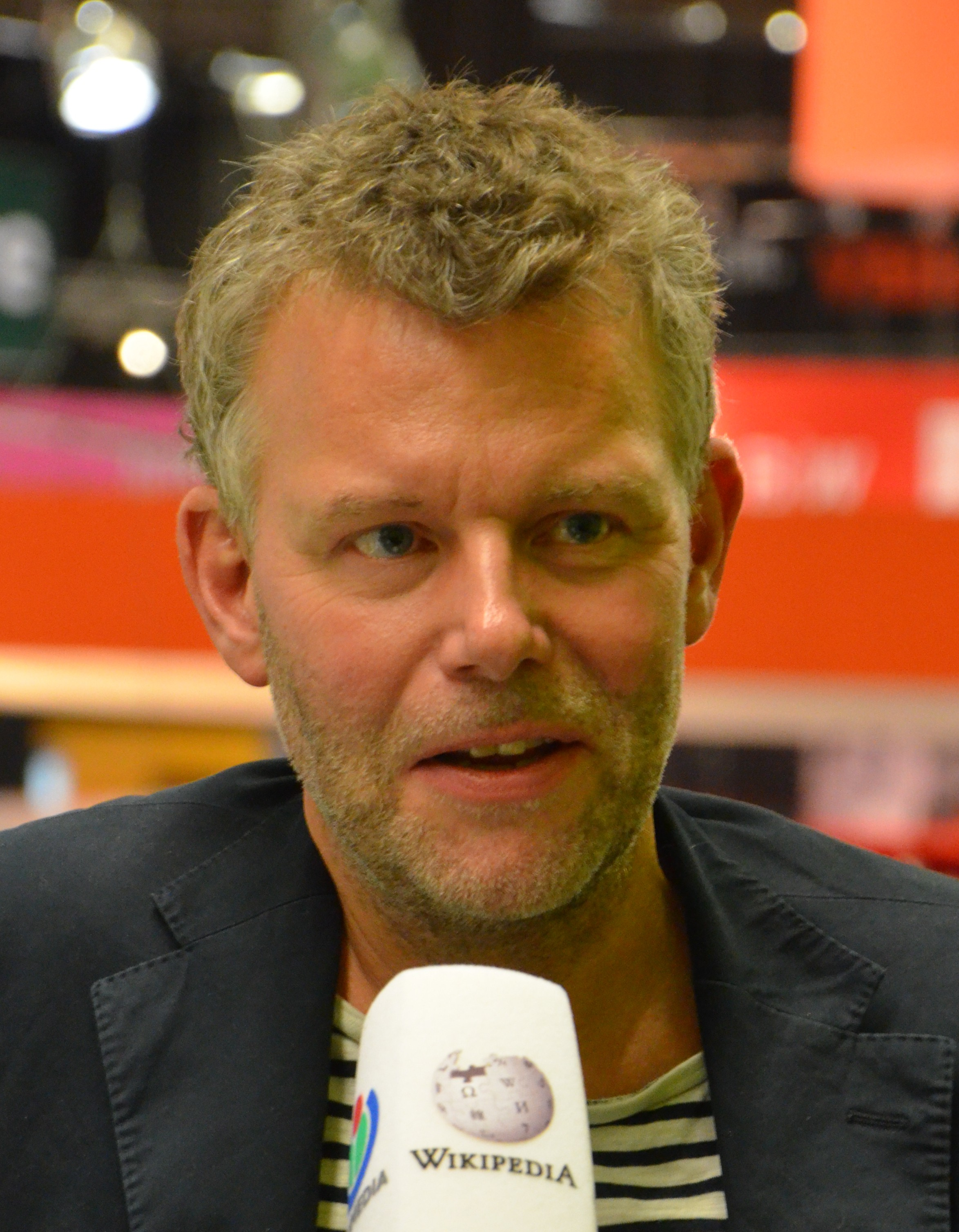
Arne Dahl
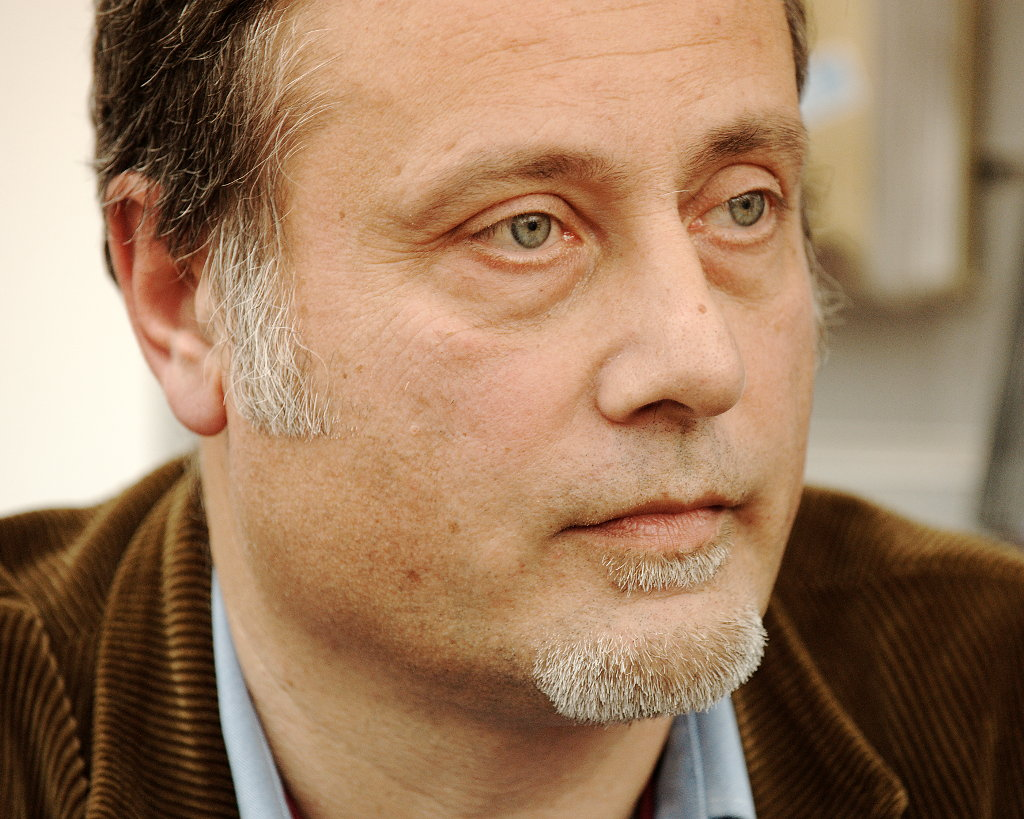
Massimo Carlotto
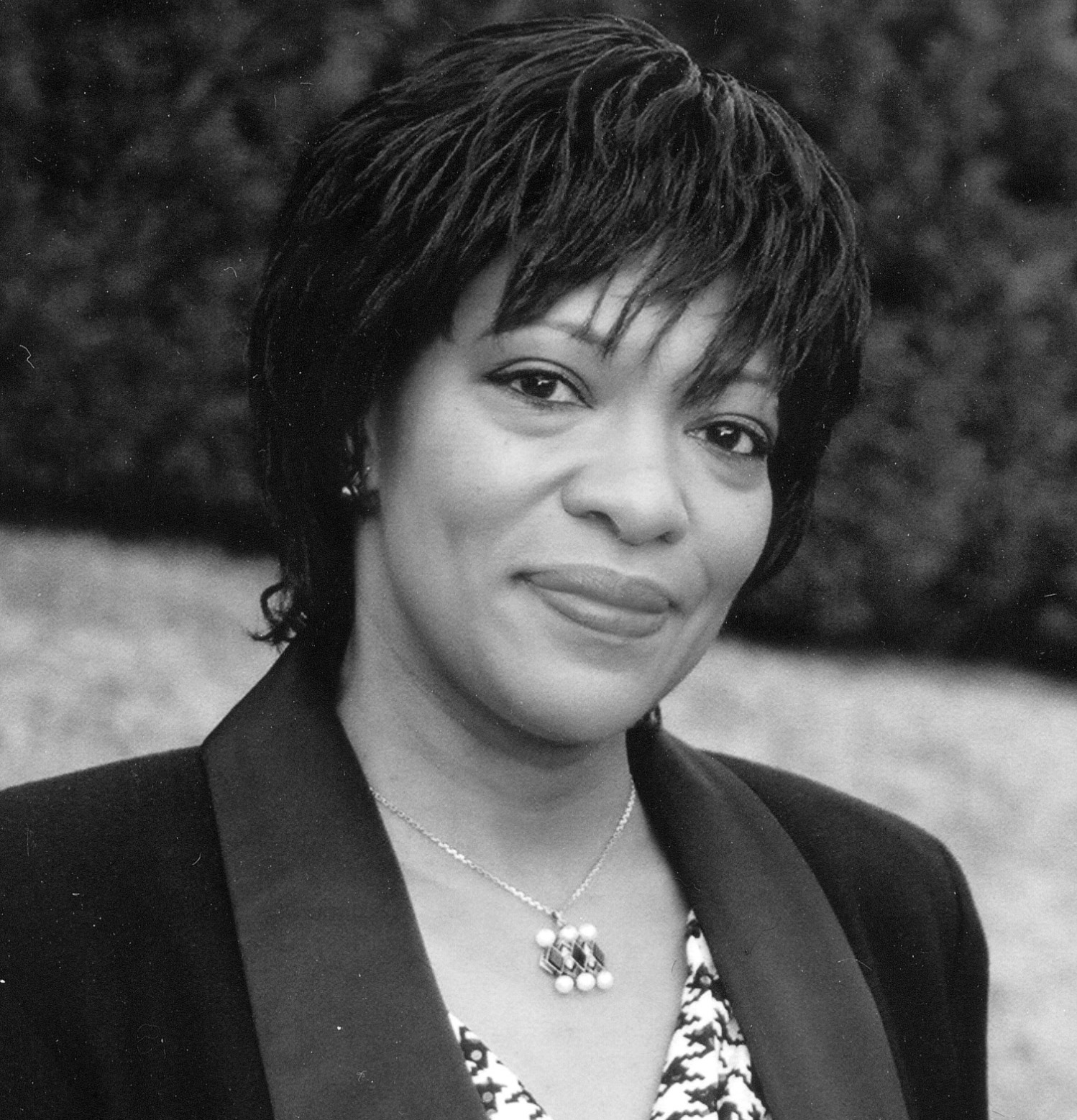
Rita Dove

### 2013
La VI edizione si è svolta dal 10 al 13 aprile 2013, e ha visto la partecipazione dei seguenti autori:
- Adonis, poeta e saggista siriano, vincitore, tra gli altri, del Premio Goethe nel 2013
- Bi Feiyu, scrittore cinese, autore de I maestri di tuina (Sellerio, 2012), vincitore del premio Mao Dun 2011.
- Edmund de Waal, ceramista, storico e critico d'arte britannico.
- Muthoni Garland, scrittrice keniota, tra i fondatori del periodico letterario Kwani? e della casa editrice Storymoja. Una delle sue opere, L'uomo dei necrologi, è stata pubblicata in Italia dalla Fondazione Querini Stampalia di Venezia.
- Amitav Ghosh, scrittore indiano, autore de Il cromosoma Calcutta (Einaudi, 1996) e Il paese delle maree (Neri Pozza, 2005).
- Stephen Greenblatt, critico letterario e studioso statunitense, considerato uno dei fondatori del New Historicism e tra i più importanti studiosi di Shakespeare.
- Gabriella Kuruvilla, scrittrice e giornalista italo-indiana, autrice, tra gli altri Milano, fin qui tutto bene (Laterza, 2012), e, insieme a Igiaba ScegoIngy Mubiayi, di Pecore nere (Laterza, 2005).
- Mohammad H. Mohammadi, scrittore afghano. I fichi rossi di Mazar-e Sharif (Ponte33, 2012), la sua prima raccolta di racconti,   è stata insignita dei premi Golshiri, Mehregan e Isfahan.
- Amélie Nothomb, scrittrice belga di lingua francese, tradotta in diverse lingue e vincitrice di numerosi premi letterari. Tra le numerosi pubblicazioni, segnaliamo Igiene dell'assassino (Voland, 2008), romanzo d'esordio, e Stupore e tremori (Voland, 2010), da cui è stato tratto un film diretto da Alain Corneau.
- Michael Ondaatje, scrittore singalese naturalizzato canadese, autore de Il paziente inglese, che gli è valso il Booker Prize e ha ispirato l’omonimo film (1996) di Anthony Minghella.
- Marco Nereo Rotelli, pittore e scultore, fondatore di Art project, ha partecipato a diverse edizioni della Biennale di Venezia
- Yasemin Samdereli, regista tedesca di origini turche, autrice di Almanya la mia famiglia va in Germania (2011) e sceneggiatrice di una delle puntate della serie Kebab for Breakfast.
- Igiaba Scego, scrittrice italiana di origini somale. Nel 2003 ha vinto il premio Eks&Tra per scrittori migranti. Tra i suoi romanzi, segnaliamo La nomade che amava Alfred Hitchcock (Sinnos, 2003), suo romanzo d'esordio, Adua (Giunti, 2015) e la collaborazione a Pecore nere (Laterza, 2005), scritto insieme a Gabriella Kuruvilla e Igiaba ScegoIngy Mubiayi.
- Habib Selmi, scrittore tunisino vincitore del premio Booker Arabo.
- Lola Shoneyin, scrittrice e poetessa nigeriana. Il suo primo romanzo è Prudenti come serpenti (66th and 2nd, 2012).
- Ersi Sotiropoulos, scrittrice graga, autrice de ll sentiero nascosto delle arance (Newton Compton, 2012)
- Linda Spalding, scrittrice e saggista canadese
- Alicia Stallings, poetessa americana
- Gonçalo M. Tavares, scrittore portoghese, vincitore del Premio Saramago nel 2005
- Yoko Tawada, scrittrice e poetessa di origini giapponesi trasferitasi in Germania, scrive sia in giapponese che tedesco.
- Luisa Valenzuela, scrittrice argentina
- Adriaan van Dis, scrittore olandese di origine sudafricana, autore di Tradimento (Iperborea, 2013)

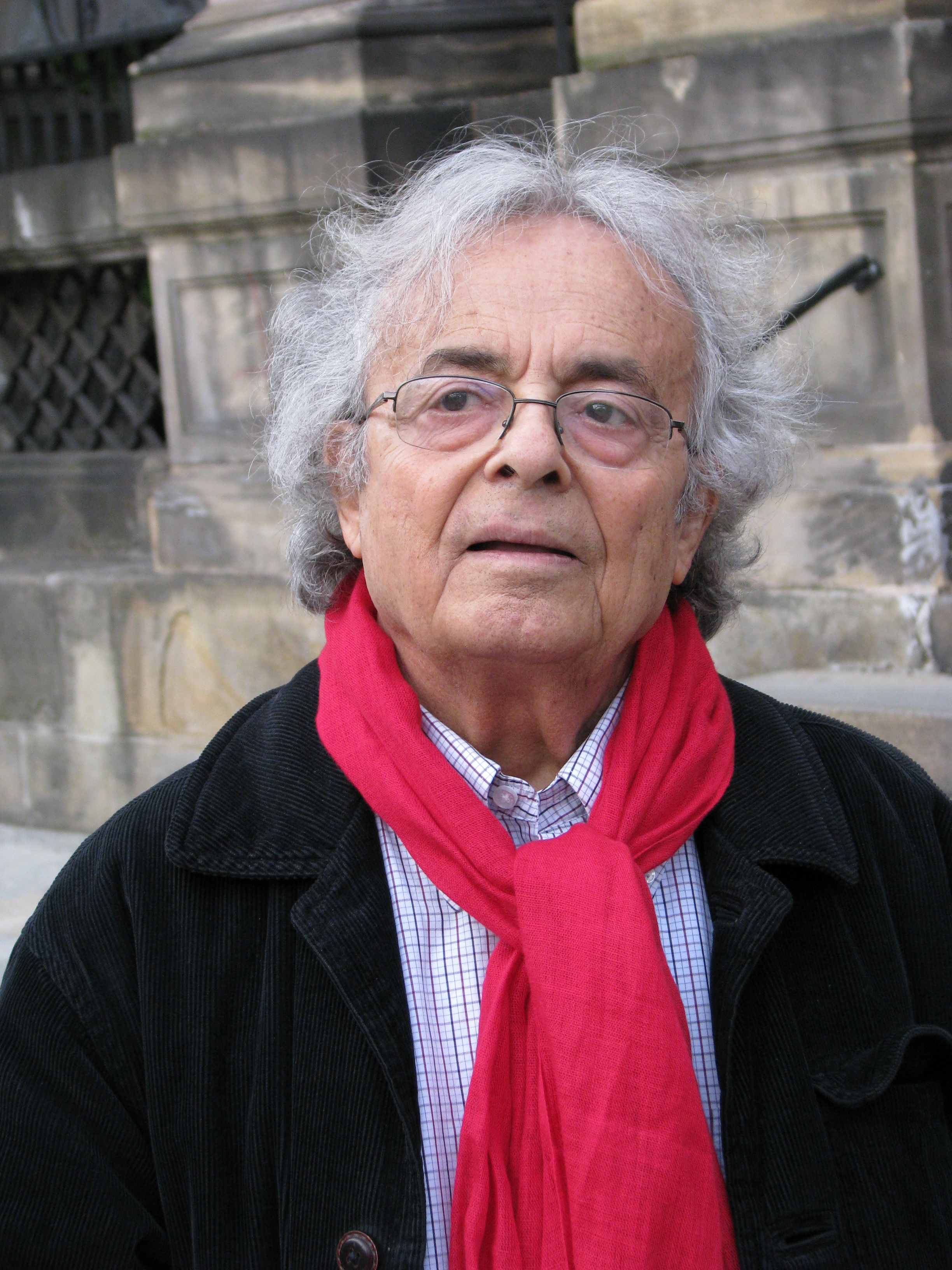
Adonis
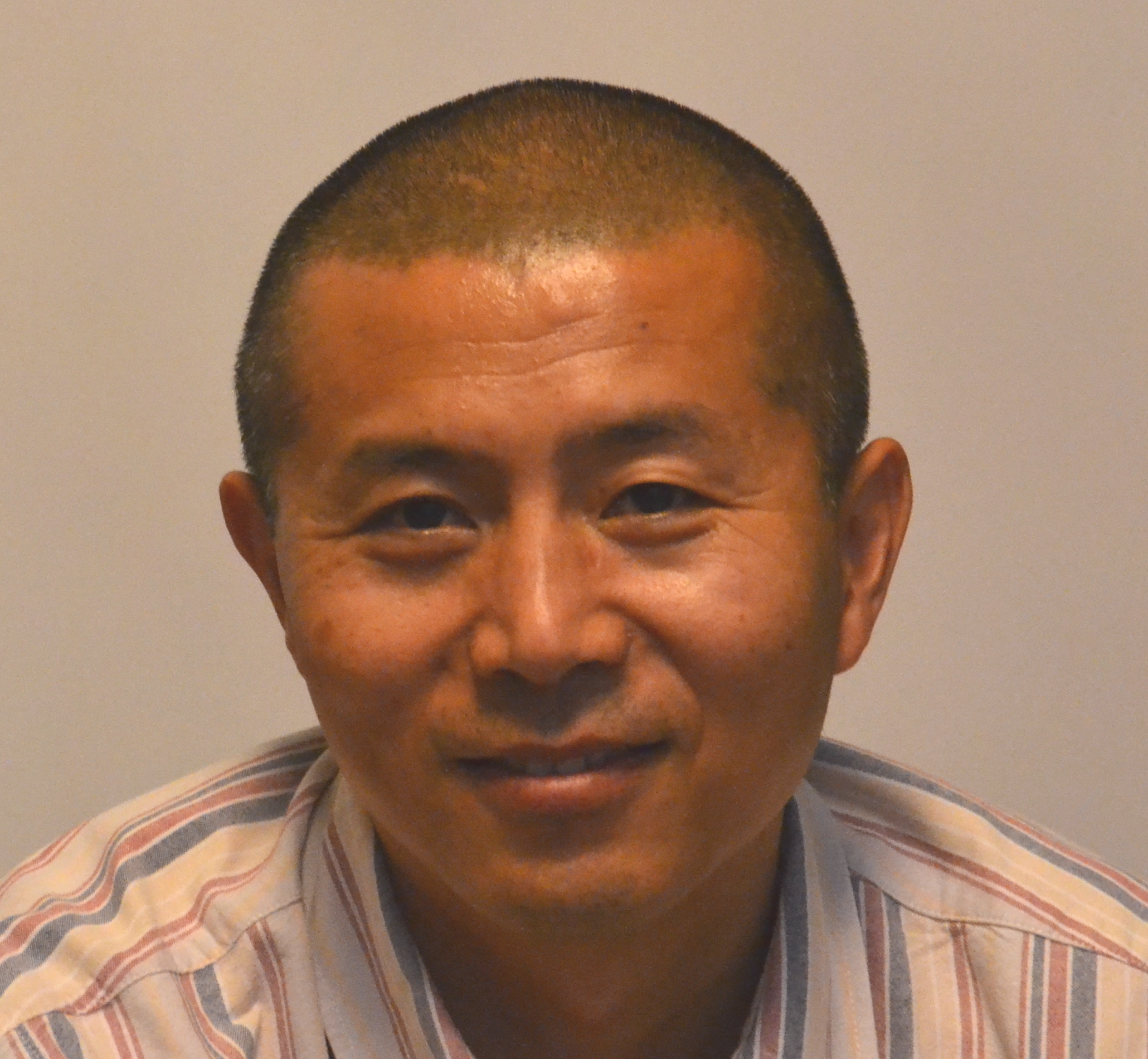
Bi Feiyu
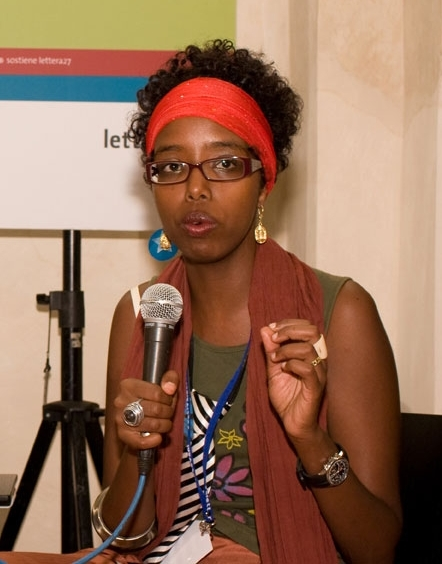
Igiaba Scego
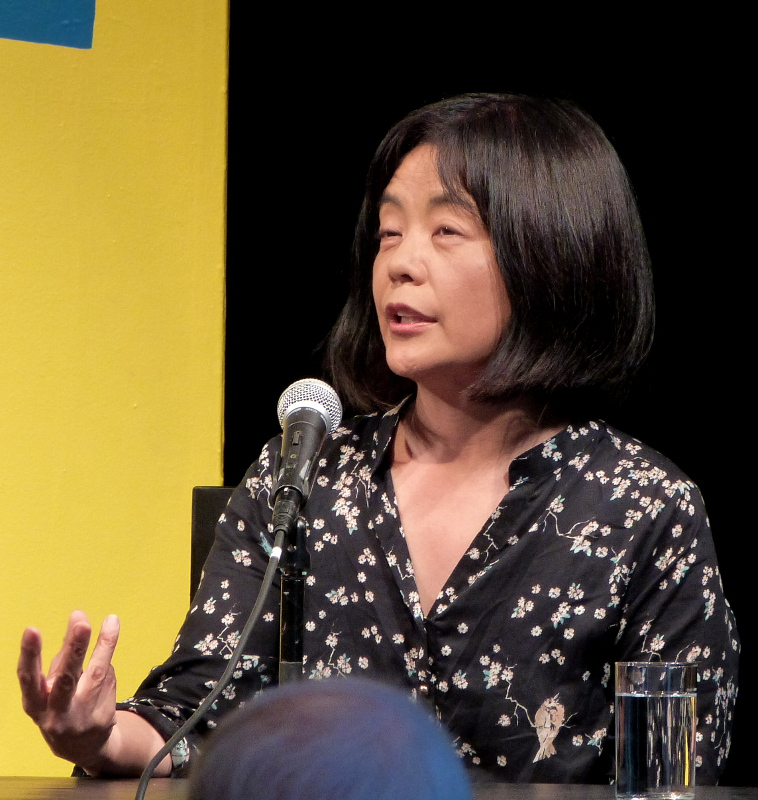
Yoko Tawada

### 2012
La V edizione si è svolta dal 18 al 21 aprile 2012, e ha visto la partecipazione di 24 autori provenienti da 17 diversi paesi, tra cui:
- Ghada Abdel Aal, egiziana, il cui blog è diventato una straordinaria cassa di risonanza della Primavera araba
- Roberto Calasso, saggista e scrittore, fondatore della casa editrice Adelphi
- Antonio Damasio, neuroscienziato portoghese
- Per Olov Enquist, scrittore svedese
- Vladimir Georgievič Sorokin, scrittore russo e autore “residente" 2012
- Alicia Giménez-Bartlett, autrice spagnola
- Robert Guédiguian, regista francese di origini armene
- Howard Jackobson, scrittore e umorista britannico
- Malika Mokeddem, scrittrice algerina
- Andrea Molesini, veneziano, vincitore del Premio Campiello 2011
- Cees Nooteboom, scrittore olandese, già autore residente 2011
- Steve Sem-Sandberg, svedese, di cui Marsilio ha pubblicato i romanzi "Gli spodestati" e "I prescelti"
- Alawiya Sobh, libanese, direttrice di Snob, il più diffuso magazine femminile del mondo arabo
- Santino Alexian Spinelli, scrittore, musicista e insegnante, autore di Rom, genti libere
- Xu Xing, scrittore cinese, autore di E quel che resta è per te (Nottetempo, 2006)

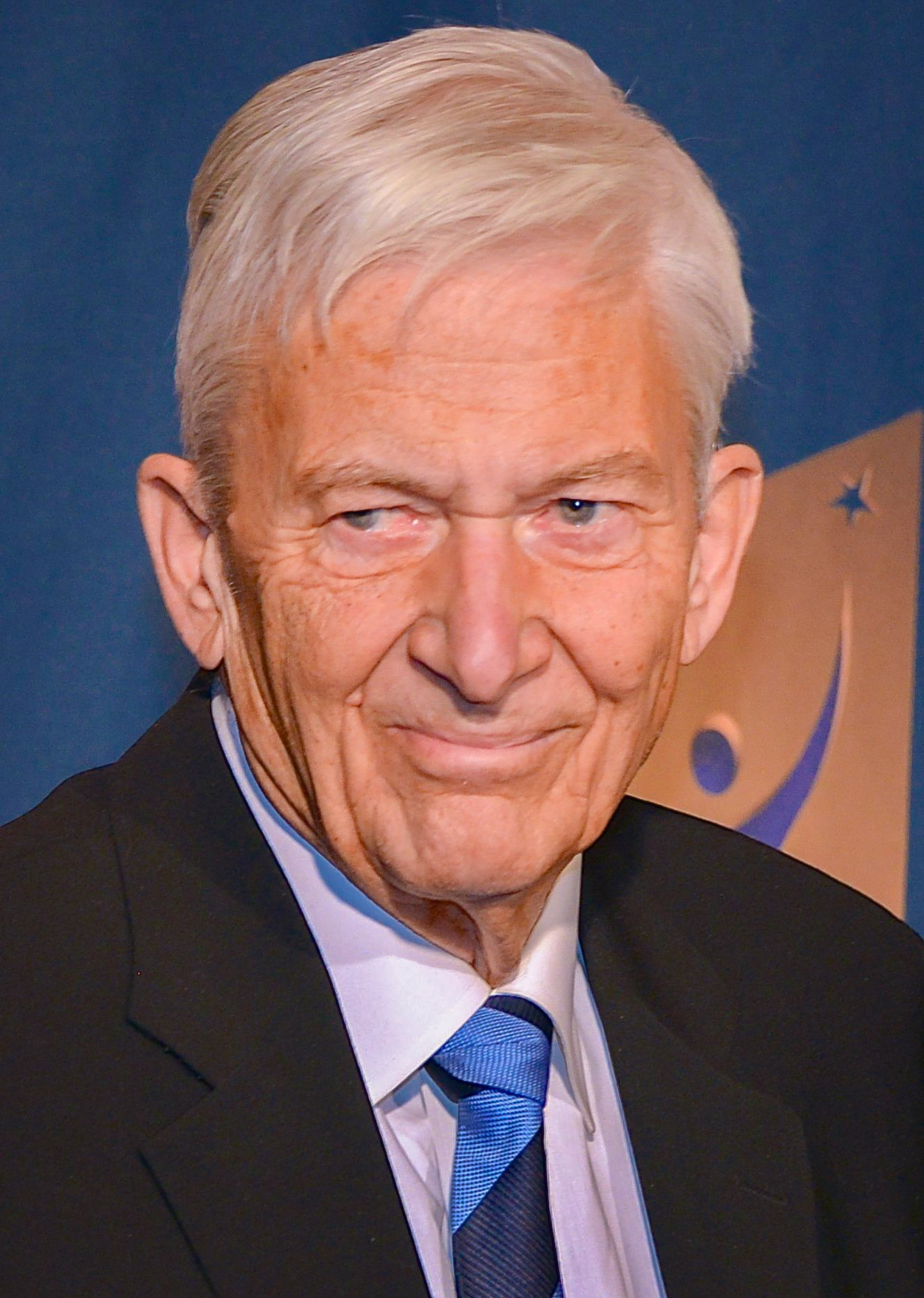
Per Olov Enquist
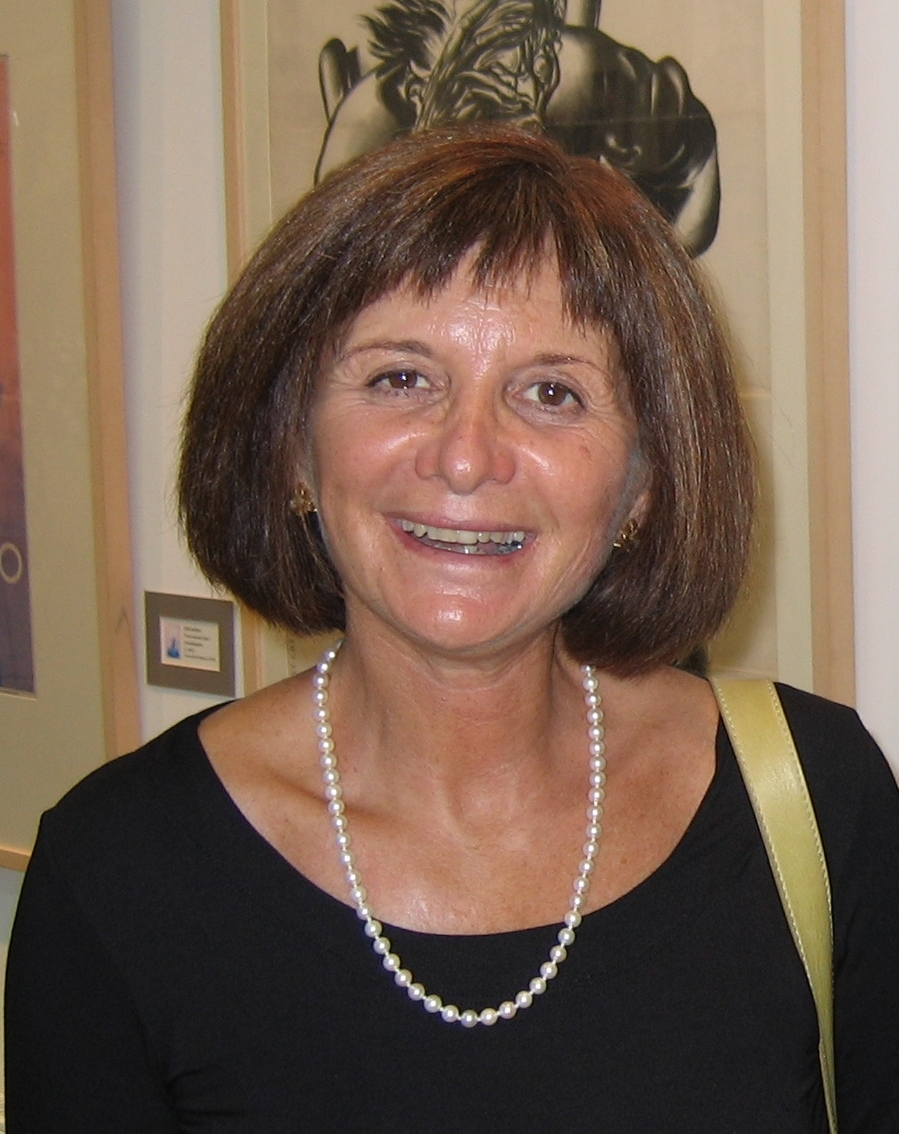
Alicia Giménez-Bartlett
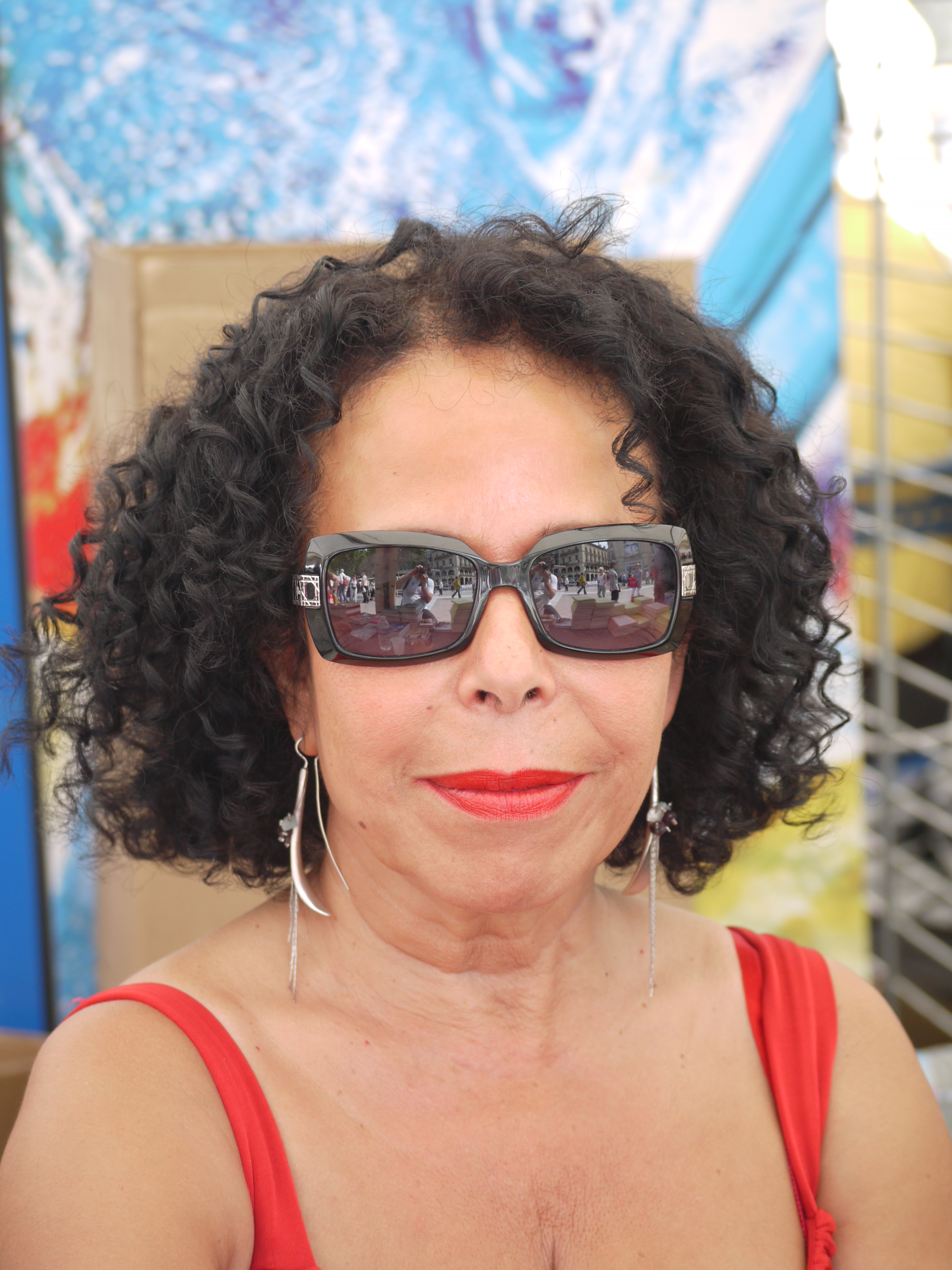
Malika Mokeddem

### 2011
La IV edizione si è svolta dal 13 al 16 aprile 2011,  e ha visto la partecipazione di 32 autori, tra cui:
- Theo Angelopoulos
- Antonia Susan Byatt, autore residente 2011
- Nathan Englander
- Wladimir Kaminer
- Pap Khouma
- Gad Lerner
- Petros Markarīs
- Vidiadhar Surajprasad Naipaul
- Alessandro Piperno
- Igiaba Scego
- Dubravka Ugrešić
- Adam Zagajewski

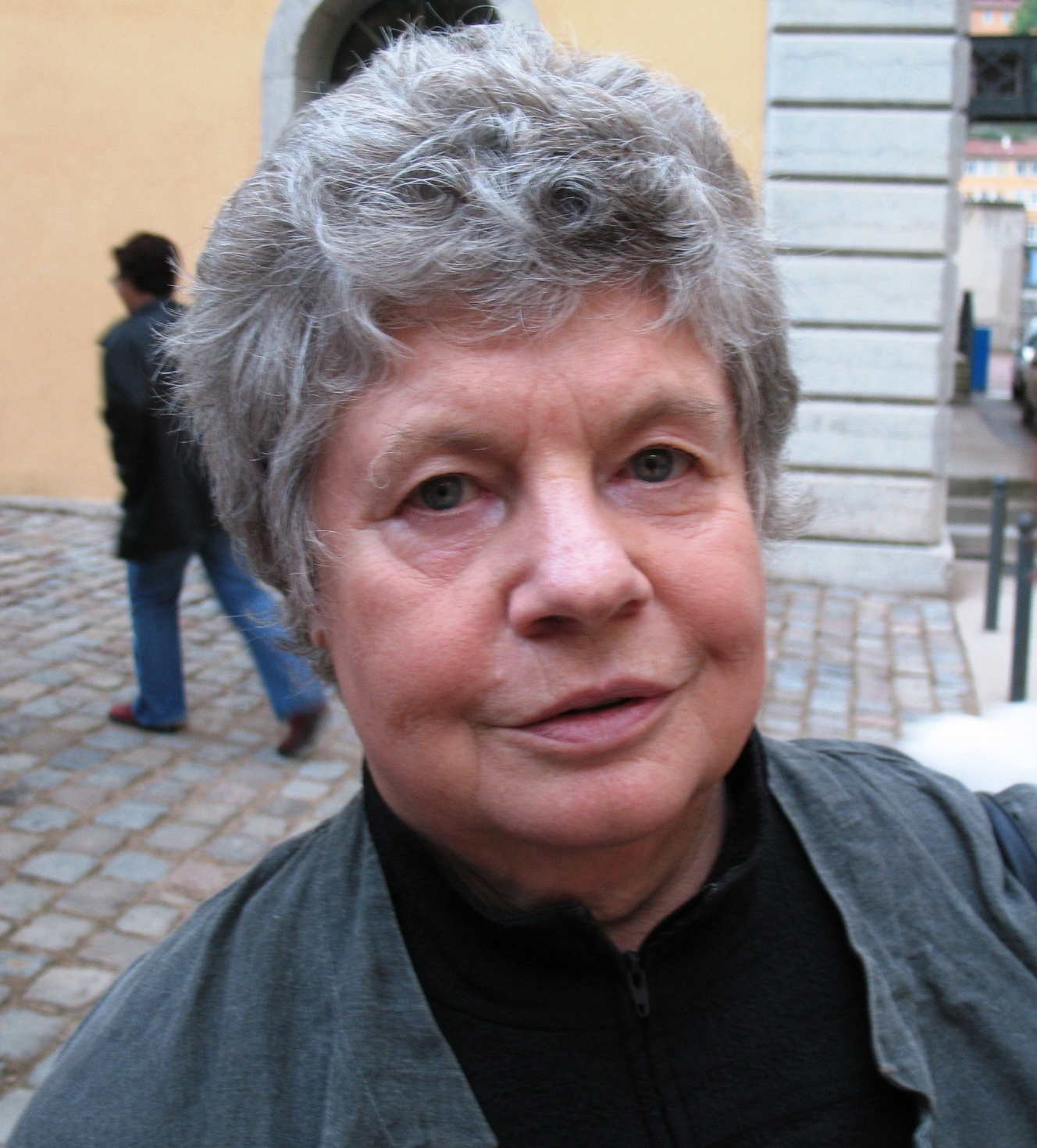
Antonia Susan Byatt
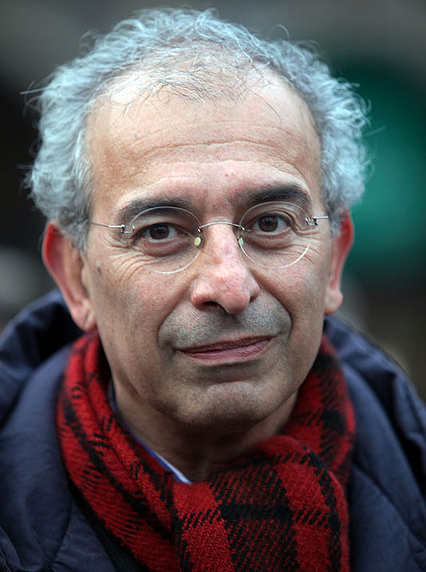
Gad Lerner
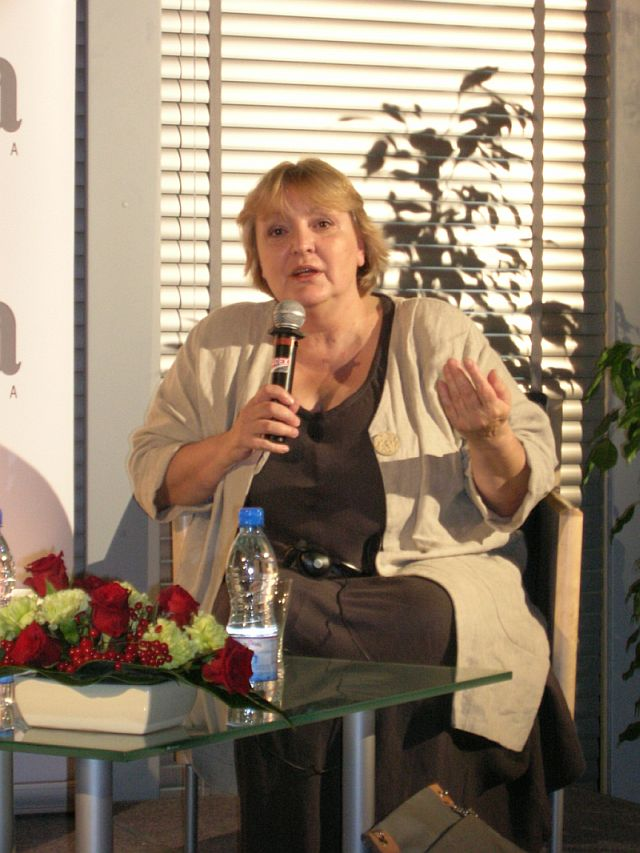
Dubravka Ugrešić
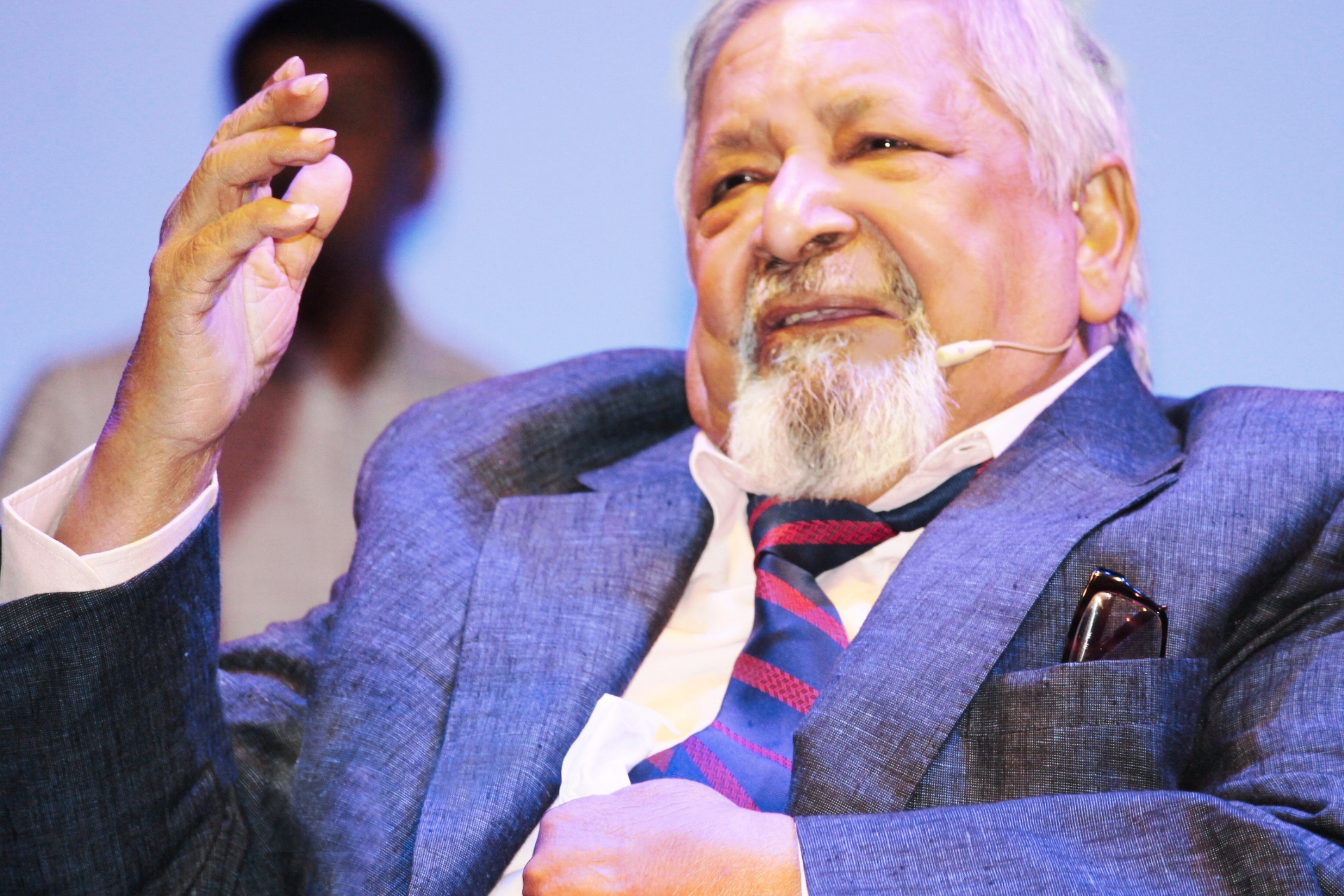
V.S. Naipaul

Il premio Bauer-Ca' Foscari è stato assegnato a V.S. Naipaul; il premio "Nuovi incroci" a Igiaba Scego. Evento speciale dell'edizione 2011 è stato l'incontro dedicato al centenario della nascita del poeta polacco Czesław Miłosz, con letture poetiche degli scrittori Antonella Anedda, Ewa Lipska, Julia Hartwig, Hans Van De Waarsenburg, Adam Zagajewski, Tomas Venclova, Ryszard Krynicki, Michael Krüger, Urszula Koziol, Ali Podrimja, Tomasz Różycki.

### 2010
La III edizione del 2010 ha visto la partecipazione di 22 autori:
- André Aciman
- Héctor Abad
- Hoda Barakat
- Tishani Doshi
- Marcello Fois
- Antonio Franchini
- David Grossman (evento speciale)
- Jennifer Johnston
- Randal Keynes
- Ko Un
- Alberto Manguel, autore residente 2010
- Shimada Masahiko
- Anthony Phelps
- Yu Qun
- Alka Saraogi
- Tiziano Scarpa
- Vikram Seth, autore residente 2010
- Ljudmila Ulitskaja
- Faiba Vafi
- Zoë Wicomb
- Jeanette Winterson
- Zhu Wen

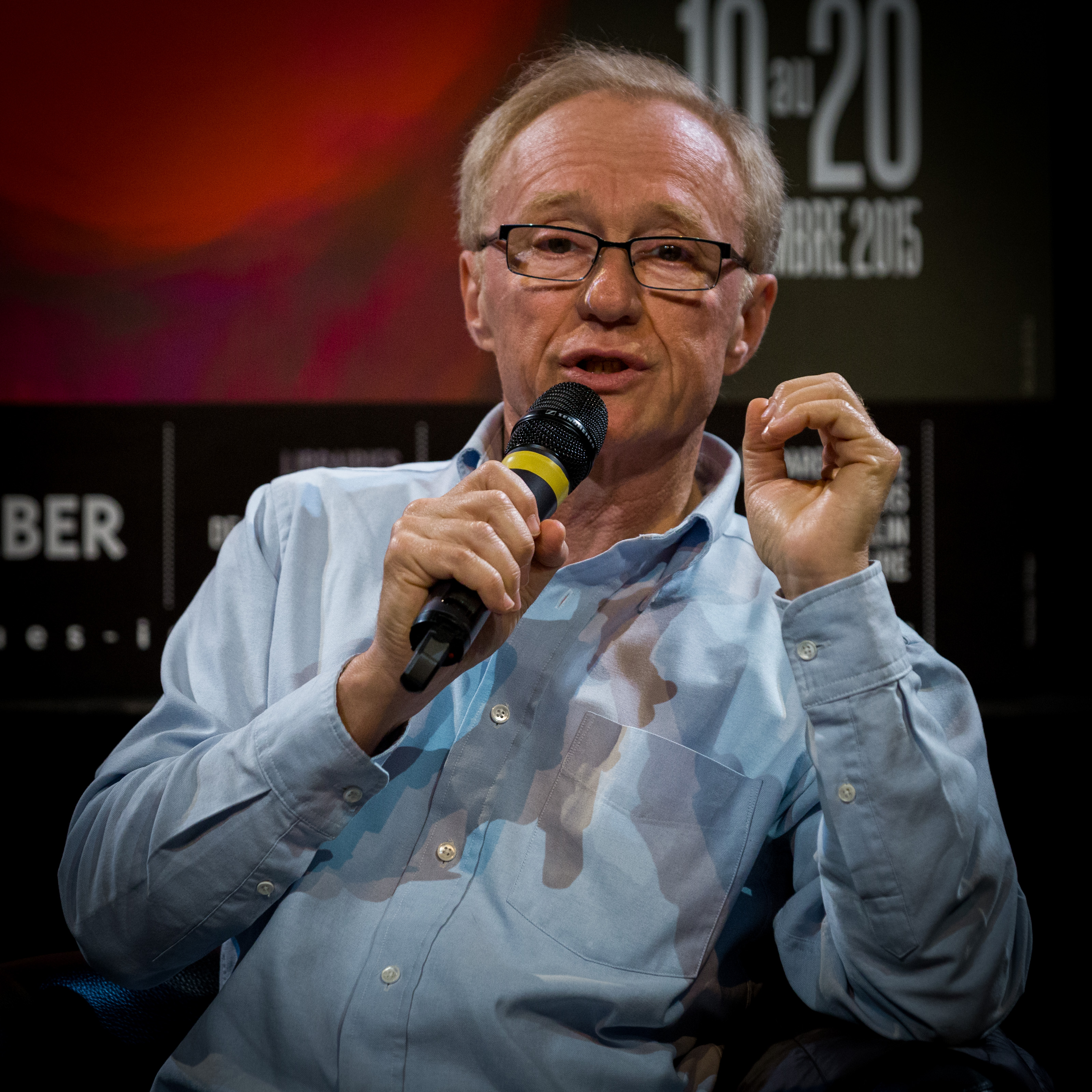
David Grossman
Tiziano Scarpa
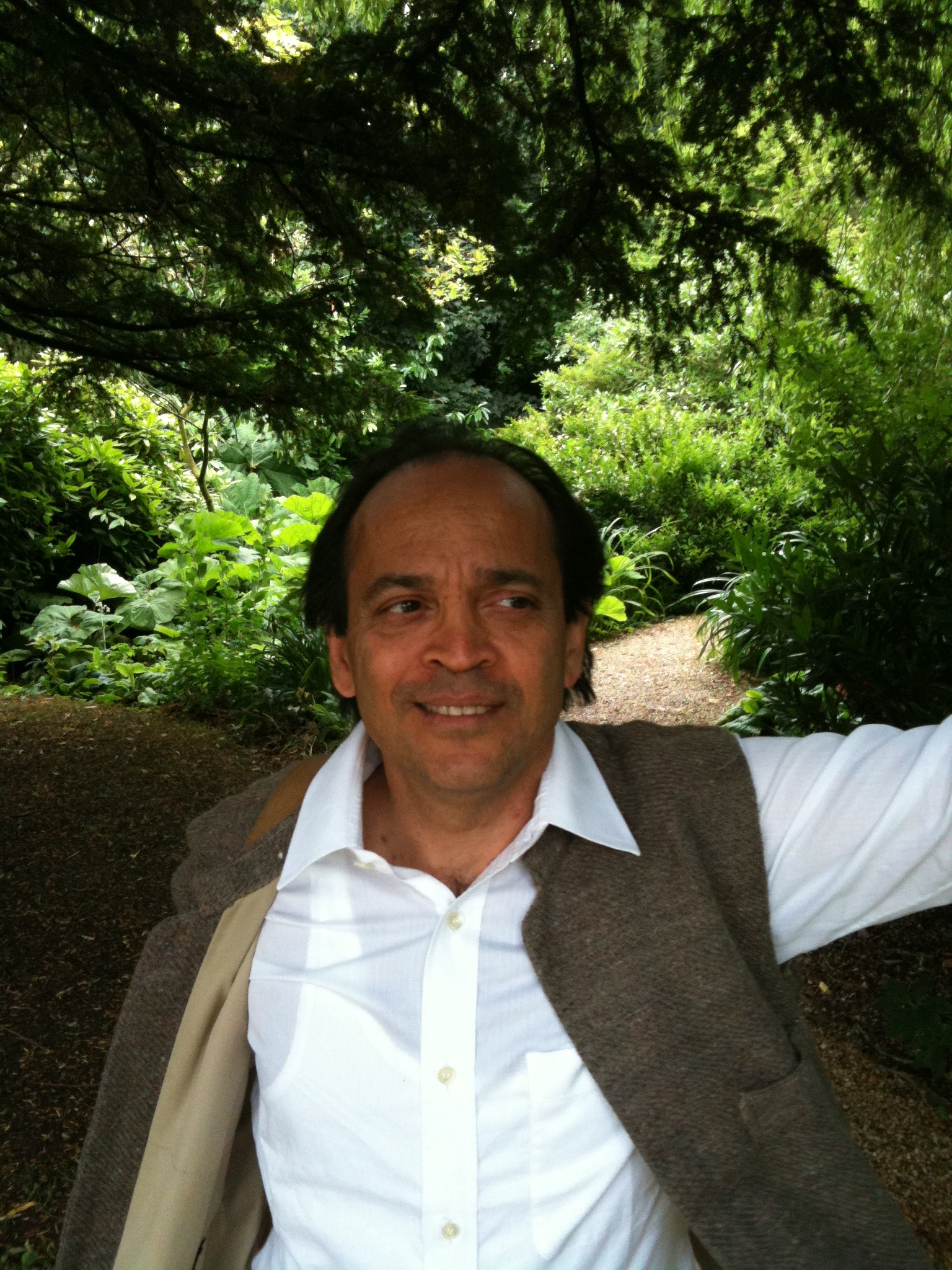
Vikram Seth
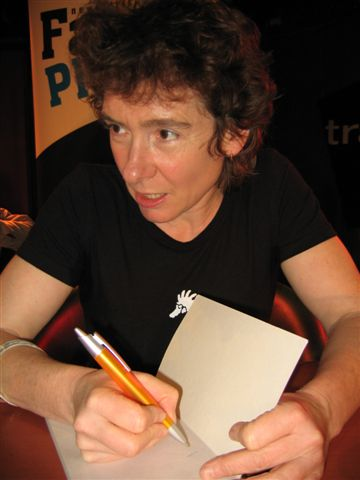
Jeanette Winterson

Il premio Bauer-Ca' Foscari è stato assegnato a Ljudmila Ulickaja

### 2009
La seconda edizione del 2009 ha visto la partecipazione di 15 autori tra cui:
- Yves Bonnefoy
- Robert Coover
- Ioanna Karistiani
- Elias Khuri
- Javier Marías
- Orhan Pamuk, autore residente 2009
- Salman Rushdie

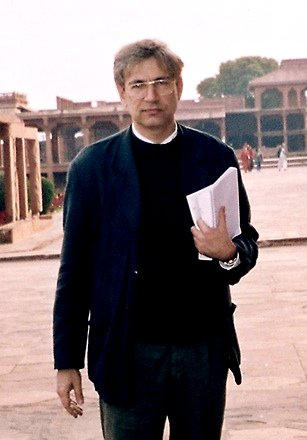
Orhan Pamuk
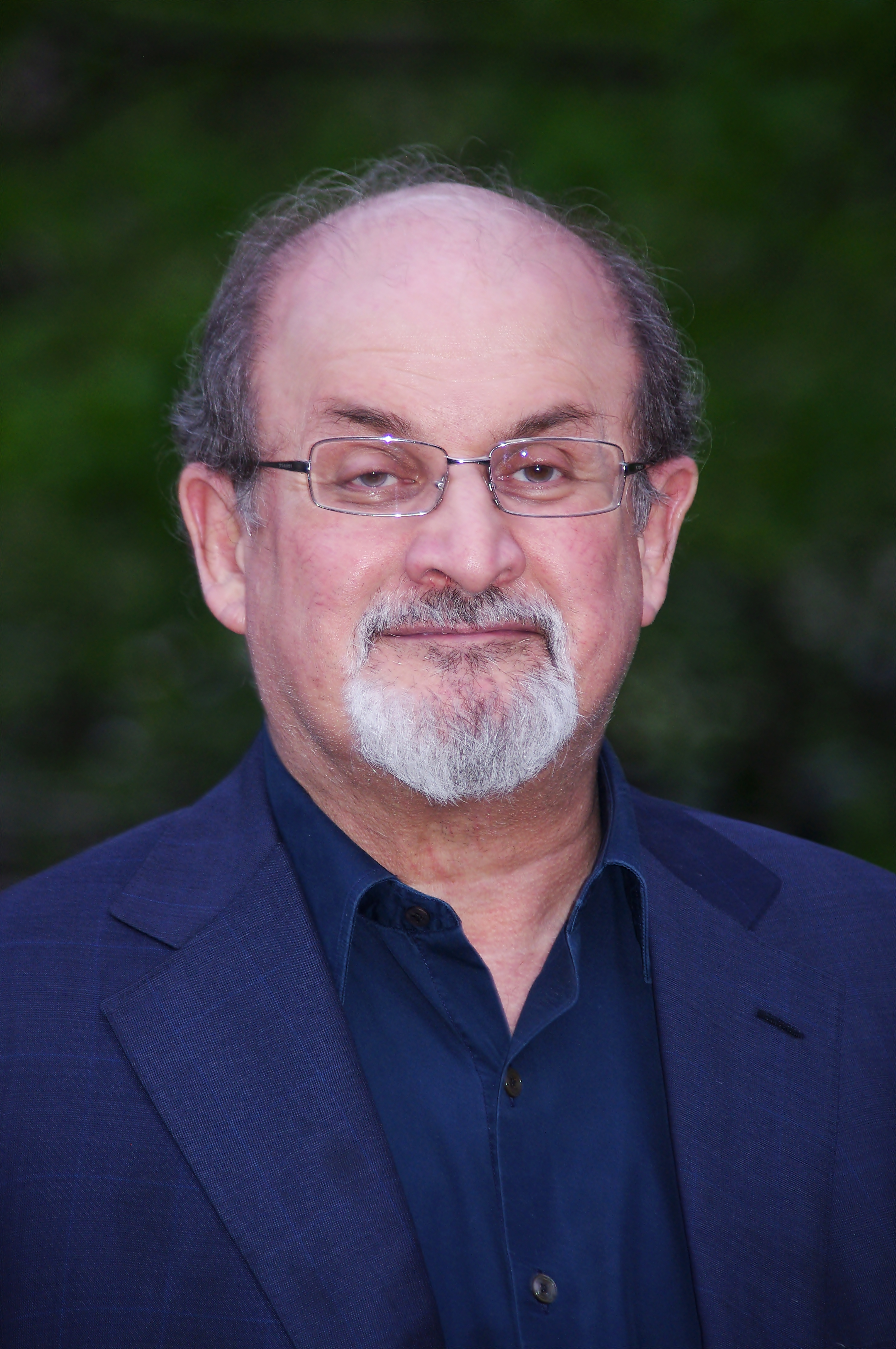
Salman Rushdie
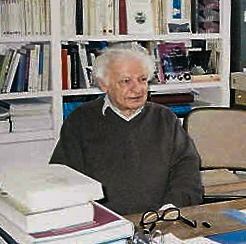
Yves Bonnefoy

Il premio Bauer-Ca' Foscari è stato assegnato a Yves Bonnefoy.

### 2008
La prima edizione ha visto la partecipazione di 10 autori tra cui
- Chris Abani
- Anita Desai
- Kiran Desai
- Linton Kwesi Johnson
- Gastón Salvatore

Il premio Ca' Foscari è stato assegnato ad Anita Desai.

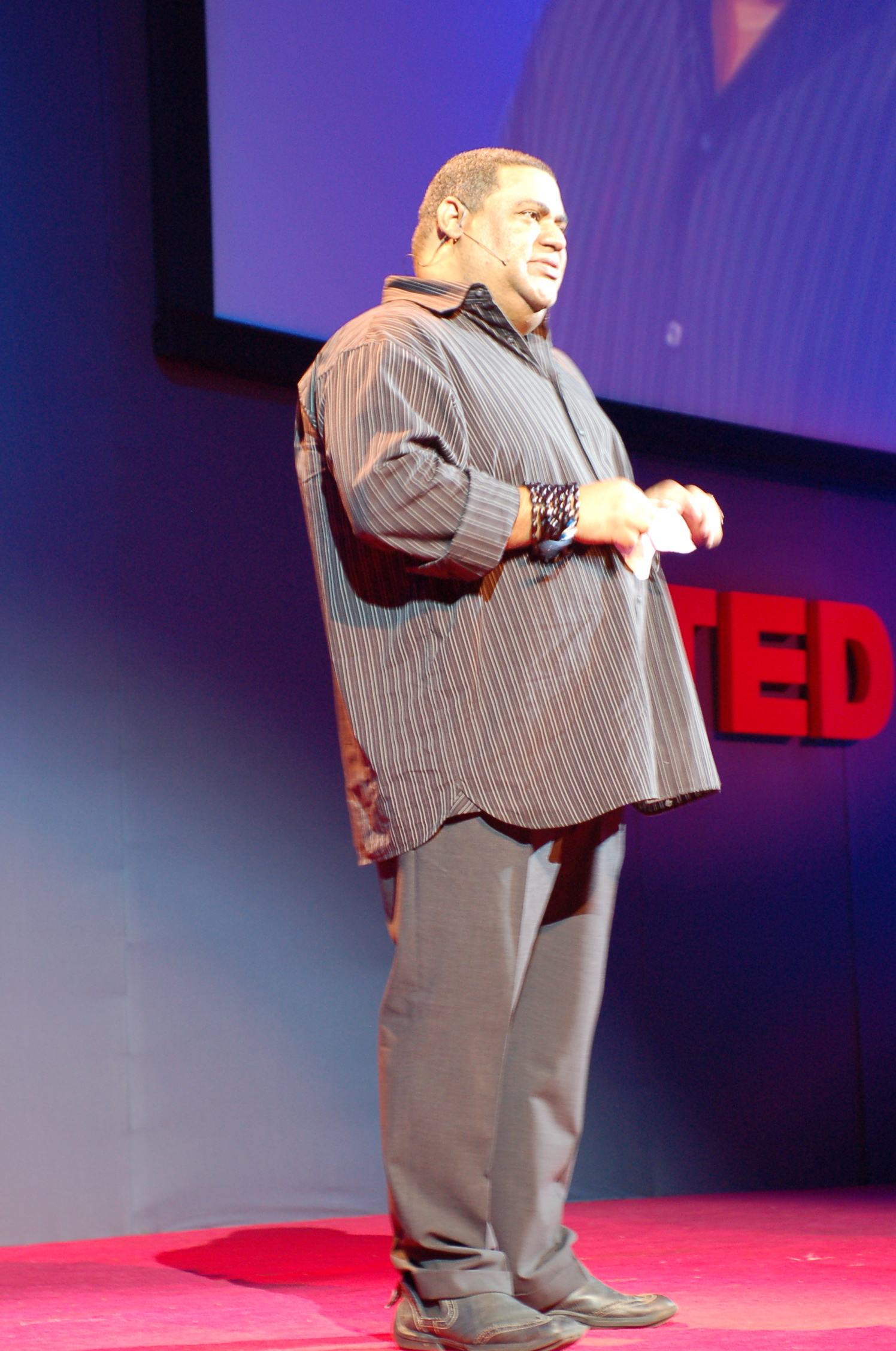
Chris Abani
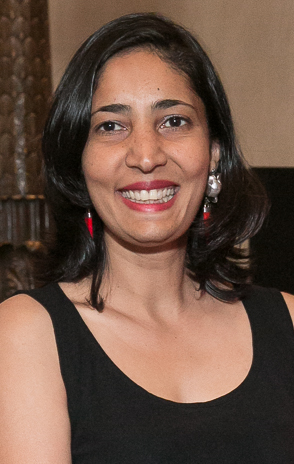
Kiran Desai
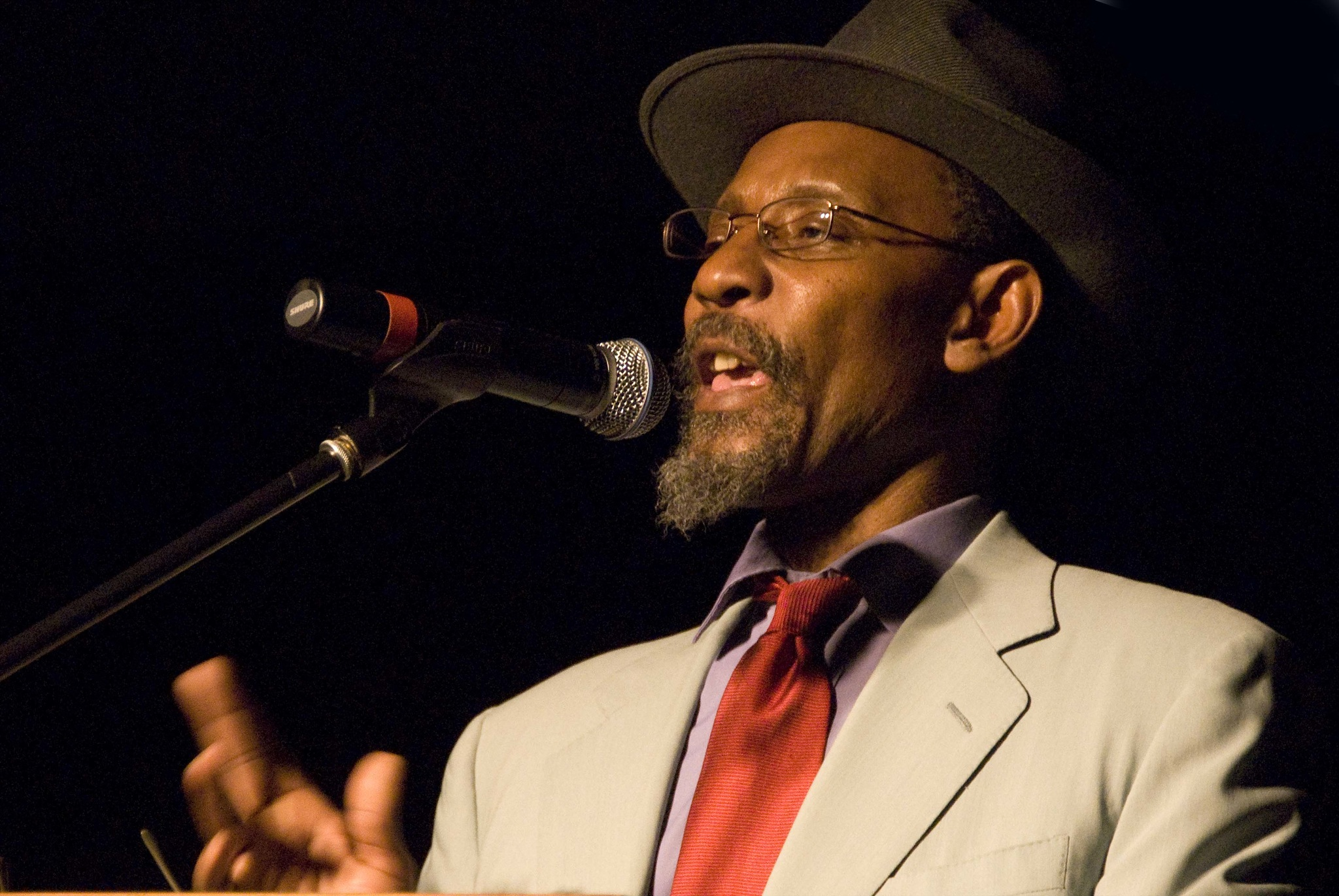
Linton Kwesi Johnson

## Premi
Sin dal suo inizio la manifestazione ha premiato uno degli autori più significativi presenti a ciascuna edizione. Il premio è stato intitolato Bauer-Ca' Foscari dal 2009 al 2021 e dal 2022 Incroci di civiltà-Ca' Foscari. Gli autori premiati sono stati:
- 2023 Javier Cercas (Spagna)
- 2022 Boris Chersonskij (Ucraina)
- 2021 Nicole Krauss (Stati Uniti) (Premio Bortolotto Possati-Ca' Foscari)
- 2020 (non attribuito)
- 2019 Jonathan Coe (Gran Bretagna)
- 2018 Ian McEwan (Gran Bretagna)
- 2017 Orhan Pamuk (Turchia)
- 2016 Amin Maalouf (Libano-Francia)
- 2015 James Ivory (Stati Uniti)
- 2014 Patrizia Cavalli (Italia)
- 2013 Adonis (Siria)
- 2012 Antonio Damasio (Portogallo)
- 2011 Sir V.S. Naipaul (Trinidad)
- 2010 Ljudmila Ulitskaja (Russia)
- 2009 Yves Bonnefoy (Francia)
- 2008 Anita Desai (India) (Premio Ca' Foscari)